# Battaglia di Shiloh
La battaglia di Shiloh, conosciuta anche come battaglia di Pittsburg Landing, fu uno dei maggiori conflitti nell'ambito del Teatro Occidentale della guerra di secessione americana, avvenuto tra il 6 e il 7 aprile 1862 nel Tennessee Sud-occidentale.
Un'armata dell'Unione, conosciuta come Armata del Tennessee, composto da 44 894 effettivi e sotto il comando del Maggior generale Ulysses S. Grant si mosse dal fiume Tennessee verso meridione accampandosi nella località detta Pittsburg Landing, nella contea di Hardin (Tennessee) sulla riva occidentale del fiume; fu poi appoggiato dall'Armata dell'Ohio composta da 17918 effettivi.
L'Armata confederata del Mississippi diretta dal Generale Albert Sidney Johnston e dal suo secondo in comando Pierre Gustave Toutant de Beauregard lanciò un attacco a sorpresa partendo dalla base situata nei pressi di Corinth (Mississippi); il comandante sudista rimase ferito mortalmente durante i cruenti scontri e il suo sostituto Beauregard decise infine di interrompere l'attacco a tarda sera. Le forze di Grant furono invece rinforzate, nel corso della nottata, da una delle sue divisioni posizionate più a nord, a cui se ne aggiunsero velocemente altre tre provenienti dall'armata guidata da Don Carlos Buell; ciò permise loro di lanciare un inatteso contrattacco il mattino seguente annullando le conquiste confederate del giorno precedente.
Il 6 aprile 1862, primo giorno della battaglia, i confederati tentarono di attirare i difensori unionisti lontano dal fiume, verso ovest, in direzione delle paludi di "Owl Creek"; Johnston sperò in tal modo di poter sconfiggere gli avversari prima del previsto arrivo dell'Armata dell'Ohio di Buell. Le linee di battaglia però si fecero presto assai confuse durante gli aspri combattimenti e gli uomini di Grant si spostarono a nord-est, verso Pittsburg Landing, prendendo posizione su una strada chiamata "nido di vespe" (Hornet's Nest). Le divisioni di Benjamin Prentiss e W.H.L. Wallace fornirono il tempo necessario affinché la linea del fronte si stabilizzasse sotto la protezione di numerose postazioni d'artiglieria; Wallace fu ferito a morte quando la posizione crollò sotto la spinta degli aggressori, mentre diversi reggimenti delle due divisioni furono circondati e costretti alla resa. Johnston, colpito ad una gamba, morì dissanguato mentre conduceva personalmente un attacco. Beauregard, il suo secondo, giunse a riconoscere quanto le truppe fossero esauste per l'impegno profuso lungo l'intera giornata, e decise di non portare quella notte l'assalto conclusivo alla linea unionista.
Gli uomini di Buell, stanchi ma senza aver combattuto, e ben organizzati, ed una divisione aggiuntiva dell'armata di Grant arrivarono entro la tarda serata, contribuendo sostanzialmente a ribaltare la situazione la mattina seguente quando iniziò un contrattacco lungo l'intera linea. Le forze confederate furono costrette a retrocedere dall'intera area, ponendo definitivamente termine alle loro speranze di bloccare l'avanzata nel nord del Mississippi.
La battaglia di Shiloh si rivelò essere la battaglia più sanguinosa dell'intera storia degli Stati Uniti d'America fino a quel momento, superata però già a settembre di quello stesso anno dalla battaglia di Antietam.

## Antefatti e piani militari

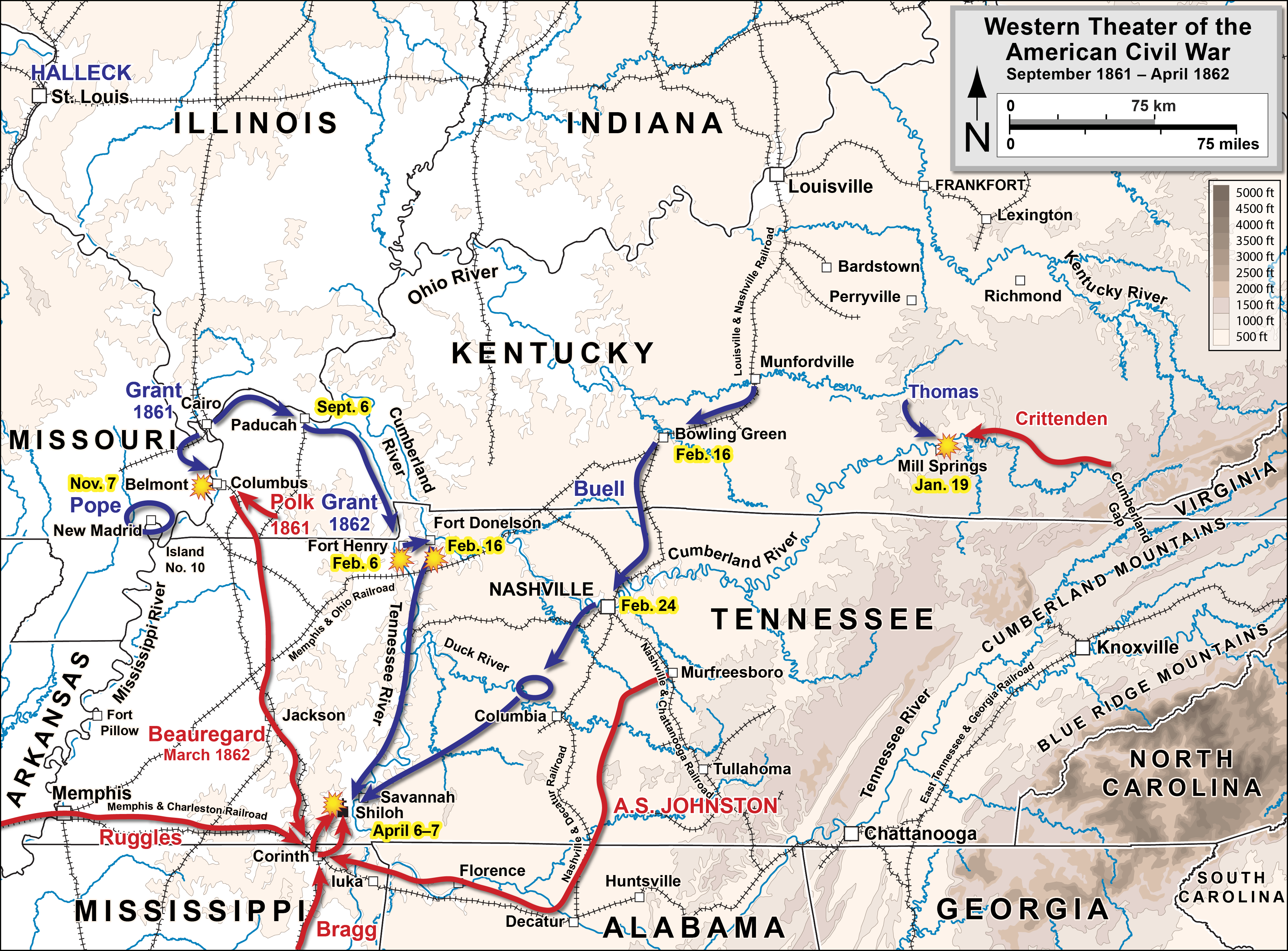
Il Teatro occidentale dal settembre/novembre 1861 (battaglia di Belmont) all'aprile 1862.

Dopo lo scoppio della guerra civile, la Confederazione cercò di difendere la vallata del Mississippi, i fiumi Cumberland e Tennessee, la ferrovia Louisville and Nashville e il passo Cumberland, che potevano tutti essere usati per invadere la Confederazione. Lo Stato del Kentucky, neutrale, all'inizio costituiva un cuscinetto per la Confederazione poiché le truppe dell'Unione avrebbero dovuto passare sul suo territorio se avessero voluto avanzare verso sud, ma nel settembre 1861 il generale confederato Leonidas Polk occupò la città di Columbus nel Kentucky, spingendo lo Stato ad entrare nell'Unione. Questo rese possibile il passaggio delle truppe unioniste sul territorio del Kentucky e spinse il presidente confederato Jefferson Davis a nominare il generale Albert Sidney Johnston, uno stimato ufficiale dell'esercito prebellico, al comando delle truppe confederate sul fronte occidentale. Sotto Johnston, Columbus fu fortificata per bloccare il Mississippi, furono creati i forti Henry e Donelson sul Cumberland e sul Tennessee, Bowling Green dotata di guarnigioni per sorvegliare la ferrovia "Louisville and Nashville", e il passo Cumberland occupato.
Con la superiorità numerica, l'Unione poté concentrare truppe per sfondare le linee confederate in un singolo punto e aggirare Columbus. Il maggiore generale Henry Halleck era al comando delle forze unioniste nella vallata del Mississippi, e alla fine del 1861 decise di concentrarsi sul fiume Tennessee come il fulcro dell'avanzata.
L'armata di Ulysses Grant e la marina fluviale di Andrew Foot avanzavano verso il cuore della Confederazione occidentale. Dopo la caduta dei fortini confederati nella battaglia di Fort Henry il 6 febbraio 1862 prima, e nella battaglia di Fort Donelson qualche giorno dopo, Johnston ritirò le sue truppe nel Tennessee occidentale, nel nord del Mississippi e nell'Alabama, per riorganizzarsi; stabilì la base del suo quartier generale a Corinth, sede di un importante snodo ferroviario, la "Memphis and Charleston Railroad", oltre che collegamento strategico tra le coste dell'Oceano Atlantico e il fiume Mississippi. Lasciò comunque alle forze dell'Unione il libero accesso, sia nello Stato del Tennessee meridionale, compresa la capitale Nashville, che nei punti situati più sud, attraverso il fiume Tennessee.
Nei primi di marzo 1862 il maggiore generale dell'Unione Henry Halleck, allora comandante del "Dipartimento del Missouri", ordinò a Grant di rimanere a Fort Henry occupato e il 4 marzo 1862 gli tolse il comando della spedizione affidandolo al subordinato Charles Ferguson Smith, recentemente promosso. Diversi storici affermano che Halleck procedette a tale nomina a causa del conflitto professionale e forse anche personale con Grant. Halleck dovette tuttavia reinserirlo al pieno comando, influenzato in ciò da un'inchiesta ordinata dal presidente Abraham Lincoln.
Gli ordini di Smith erano di condurre incursioni per conquistare o almeno danneggiare le reti ferroviarie nel Tennessee sud-occidentale. Le truppe del generale di brigata William Tecumseh Sherman arrivarono da Paducah (Kentucky) con l'analoga missione di rendere inutilizzabili le ferrovie nei pressi di Eastbank, nel Mississippi.
Halleck ordinò inoltre a Grant di far avanzare la sua armata per operare un'invasione lungo il fiume Tennessee; lasciato quindi Fort Henry si diresse a sud, raggiungendo Savannah il 14 marzo 1862 e stabilendo il suo quartier generale sulla riva orientale. Le truppe aprirono il campo un po' più lontano: cinque divisioni a Pittsburg Landing e una sesta a Crump's Landing.
Nel frattempo il comando di Halleck fu ampliato attraverso il consolidamento delle armate comandate da Grant e Buell e ribattezzate "Dipartimento del Mississippi". Con l'intero esercito al comando di Halleck venne ordinato a Buell di congiungersi con Grant a Savannah. Buell iniziò così una marcia con gran parte delle forze accampate a Nashville dirigendosi a sud-ovest. Halleck intendeva assumere la guida del campo di persona e dirigere entrambi gli eserciti verso sud al fine di conquistare in un'offensiva congiunta presso Corinth, dove la ferrovia "Mobile and Ohio", che collegava Mobile, in Alabama, al fiume Ohio, si intersecava con la "Memphis and Charleston". La ferrovia rappresentava una linea di rifornimento di vitale importanza che collegava la vallata del fiume Mississippi prima a Memphis e poi a Richmond in Virginia; impadronirsene diventò perciò una questione di primaria importanza.
Johnston comprese che aveva un prezioso vantaggio tattico da sfruttare: poteva colpire l'esercito nemico mentre era diviso sparpagliato nel Tennessee con un attacco a sorpresa ai campi di Shiloh. Beauregard quindi progettò un complesso assalto. Le divisioni confederate uscirono dalle fortificazioni di Corinth e marciarono verso nord-est. Ma un violento temporale rese fangose le strade: a questo punto Beauregard volle annullare l'attacco, pensando che avessero perso l'effetto sorpresa; Johnston, fiducioso, dichiarò: "Gentiluomini, attaccheremo alle prime luci del giorno".
Nonostante qualche esploratore nordista avesse rilevato presenza di forze nemiche in avvicinamento i comandanti non diedero peso agli avvisi, considerandole solo piccole milizie locali. All'alba le vedette unioniste scoprirono che non si trattava di piccole milizie, ma di una poderosa armata di migliaia di soldati, che stava sferrando un attacco a sorpresa attraversando i boschi del Tennessee.

## Forze in campo e movimenti iniziali

### Unione

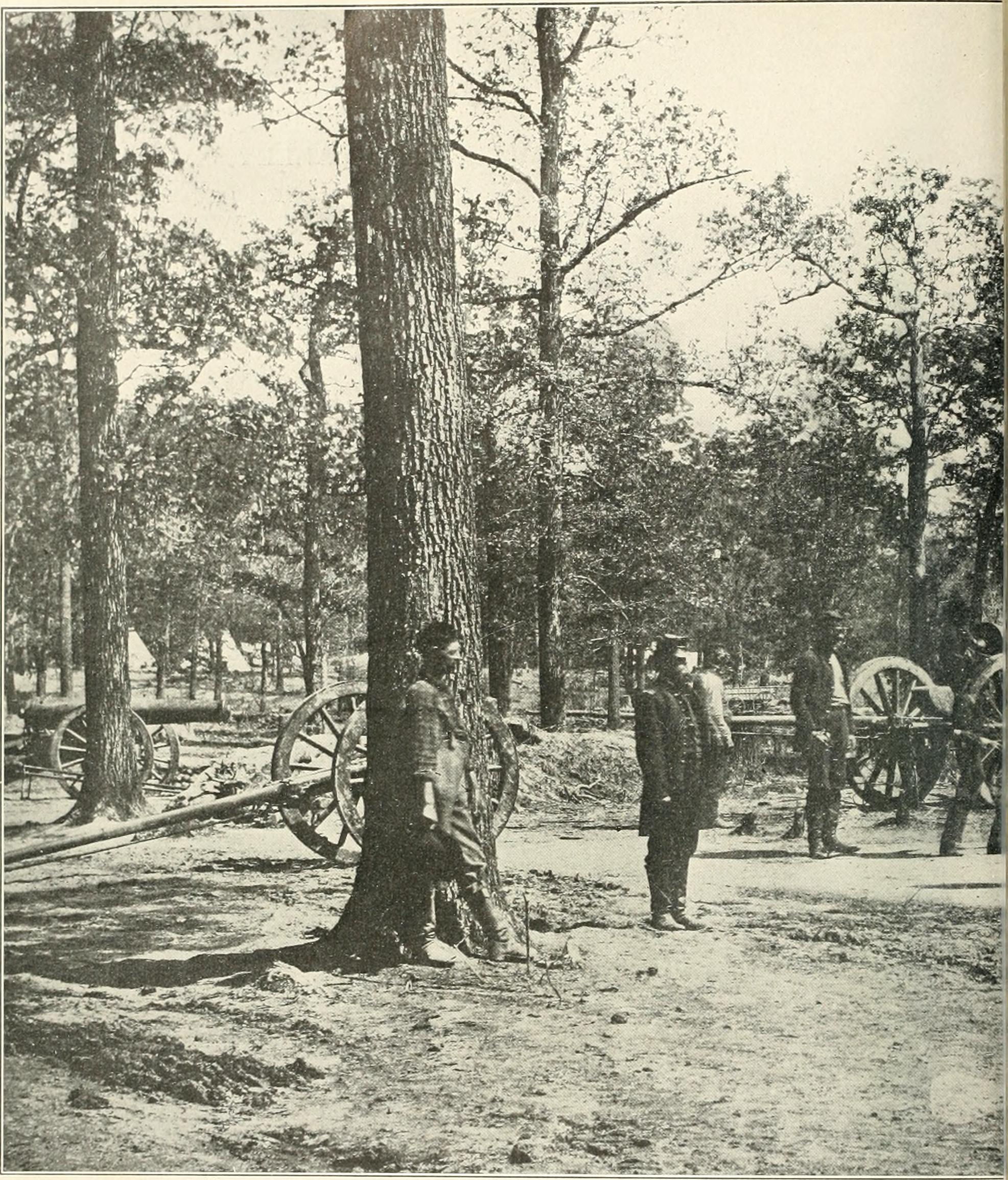
L'artiglieria unionista in attesa a Shiloh.

#### Armata del Tennessee
L'Armata del Tennessee del Maggior generale Ulysses S. Grant era composta da 44 895 uomini e consisteva in sei divisioni:
- 1° (Maggior generale John Alexander McClernand) - tre brigate;
- 2° (Brigadier generale W.H.L. Wallace) - tre brigate;
- 3° (Maggior generale Lew Wallace) - tre brigate;
- 4° (Brigadier generale Stephen Augustus Hurlbut) - tre brigate;
- 5° (Brigadier generale William Tecumseh Sherman) - quattro brigate;
- 6° (Brigadier generale Benjamin Prentiss) - due brigate[25].

| Comandanti di Divisione Armata del Tennessee |
| --- |
| - John A. McClernand, USA - W.H.L. Wallace, USA - Lew Wallace, USA - Stephen A. Hurlbut, USA - William T. Sherman, USA - Benjamin M. Prentiss, USA |

Delle sei divisioni accampate sul lato occidentale del fiume Tennessee all'inizio dell'aprile 1862 solo la terza si trovava a Crump's Landing; il resto era situato più a sud (a monte), a Pittsburg Landing. Grant si guadagnò una discreta reputazione per essere maggiormente preoccupato di realizzare i suoi piani che di sventare quelli del nemico, ma la posizione strategica del suo accampamento a Pittsburg non mostrava in realtà tale preoccupazione. 

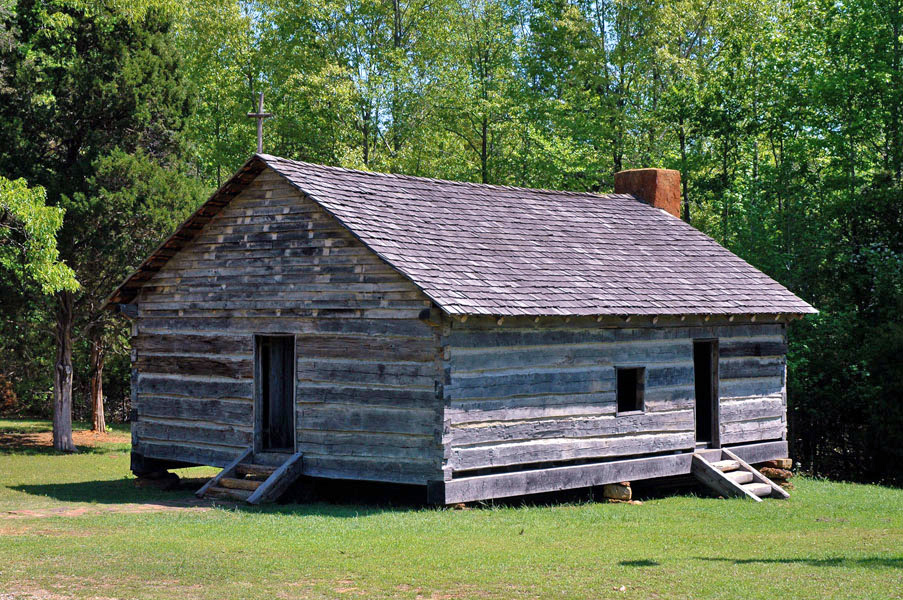
La "Shiloh Church" nel 2006, facente parte dello "Shiloh National Military Park". Fu battezzata con questo nome in memoria di Silo, una città biblica che serviva come capitale dell'antico Regno di Israele. L'edificio originale non sopravvisse alla battaglia; l'attuale struttura è una ricostruzione eretta nel 2003 dall'organizzazione "Sons of Confederate Veterans" del Tennessee.

L'armata era strategicamente disposta per piccoli accampamenti, con molti soldati che circondavano un piccolo quartier generale provvisorio stabilito all'interno di una capanna di tronchi chiamata "Shiloh Church" (Silo era una città biblica che serviva come capitale dell'antico Regno di Israele), passando il tempo in attesa dell'armata di Buell attraverso esercitazioni dei cadetti, senza realizzare alcun trinceramento o altre significative misure difensive.
Nelle sue memorie il generale avrebbe reagito alla critica sulla mancanza di misure preventive: "le truppe, sia ufficiali che soldati, avevano bisogno di disciplina e esercitazioni più di quanto potessero sperimentare con il piccone, la pala e l'ascia... sottoposto a tutte queste circostanze ho concluso che esercitazioni e disciplina valevano di più per i nostri uomini che le stesse fortificazioni".
La divisione di Lew Wallace stazionava 8 km a nord di Pittsburg Landing, nei pressi di Crump's Landing, una posizione destinata ad impedire il collocamento delle artiglierie fluviali confederate, per proteggere la strada che collegava l'approdo di Crump a Bethel Station, oltre che per coprire il fianco destro dell'esercito dell'Unione. Inoltre le truppe di Wallace erano in grado anche di tenere sotto controllo ed eventualmente colpire la linea ferroviaria che collegava la stazione di Bethel a Corinth, posta a circa 32 km a sud.
Stato maggiore e quartiere generale
- Maggior generale Ulysses S. Grant, comandante.
- Capo di stato maggiore: colonnello Joseph Dana Webster;
- Capo del genio militare: colonnello James B. McPherson;
- Aiuto assistente generale: capitano John Aaron Rawlins;
- Commissario principale: capitano John Parker Hawkins[31].

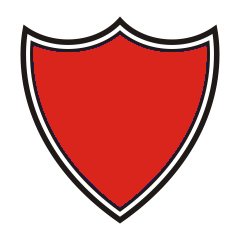
Vessillo del XXIII Corps-Army of the Ohio.

Fonti:

#### Armata dell'Ohio
La parte dell'Armata dell'Ohio di Don C. Buell impegnata nella battaglia era composta da quattro divisioni:
- 2° (brigadier generale Alexander McDowell McCook): tre brigate;
- 4° (brigadier generale William "Bull" Nelson): tre brigate;
- 5° (brigadier generale Thomas Leonidas Crittenden): due brigate.
- 6° (brigadier generale Thomas John Wood): due brigate;

| Comandanti di Divisione Armata dell'Ohio                                                                        |
| --- |
| - Alexander McDowell McCook, USA - William "Bull" Nelson, USA - Thomas L. Crittenden, USA - Thomas J. Wood, USA |

Il 5 aprile, alla vigilia della battaglia, la prima delle divisioni di Buell sotto il comando di William "Bull" Nelson raggiunse Savannah (Tennessee); Grant gli ordinò di accamparsi lì invece di attraversare immediatamente il fiume. Il resto dell'armata, ancora in marcia con solo quattro porzioni delle sue divisioni - per un totale di 17918 uomini - raggiunse l'area dopo l'inizio della battaglia ed ebbe un ruolo significativo solo nel secondo giorno.
Le altre tre divisioni erano guidate da Alexander M. McCook, Thomas L. Crittenden e Thomas J. Wood; quest'ultima giunse troppo tardi e non fu di aiuto nemmeno nel corso della seconda giornata di combattimenti.
Stato maggiore e quartier generale
- Maggior generale Don Carlos Buell, comandante.
- Capo di Stato maggiore: colonnello James Barnet Fry;
- Aiuto assistente generale: capitano J.M. Wright;
- Genio militare (topografia): capitano Nathaniel Michler;
- Assistente Quartiermastro: capitano Alvan Cullem Gillem;
- Assistente ispettore generale: capitano Charles Champion Gilbert.

### Confederati
Dalla parte confederata Albert S. Johnston denominò la sua nuova forza "Armata del Mississippi", deviando dalla regola generale che solo gli eserciti dell'Unione avevano il nome di fiumi. A volte anche definita l'"Armata del West", fu ribattezzata da Braxton Bragg come Armata del Tennessee a novembre.
Il cinquantanovenne Johnston era uno degli ufficiali più esperti di entrambe le parti fino a questo punto della guerra, avendo partecipato a cinque diversi conflitti per tre differenti nazioni nel corso di una carriera militare che copriva oramai 34 anni; in un'occasione Jefferson Davis ebbe a dire che "se Johnston non è un generale, allora ciò significa che non abbiamo alcun generale".
Erano organizzati in quattro grandi Corpi d'Armata, comandati da:
- I Corpo (maggior generale Leonidas Polk), con due divisioni sotto la direzione dei generali Charles Clark e di Benjamin F. Cheatham;
- II Corpo (maggiore generale Braxton Bragg), con due divisioni guidate dai generali Daniel Ruggles e Jones Mitchell Withers;
- III Corpo (maggiore generale William Joseph Hardee), con tre brigate dirette rispettivamente dai generali Thomas C. Hindman, Patrick Ronayne Cleburne e Sterling Alexander Martin Wood;
- Corpo di Riserva (brigadier generale John C. Breckinridge), con tre brigate agli ordini dei colonnelli Robert Trabue e Winfield S. Statham e del generale John Stevens Bowen, più la cavalleria aggregata[34].

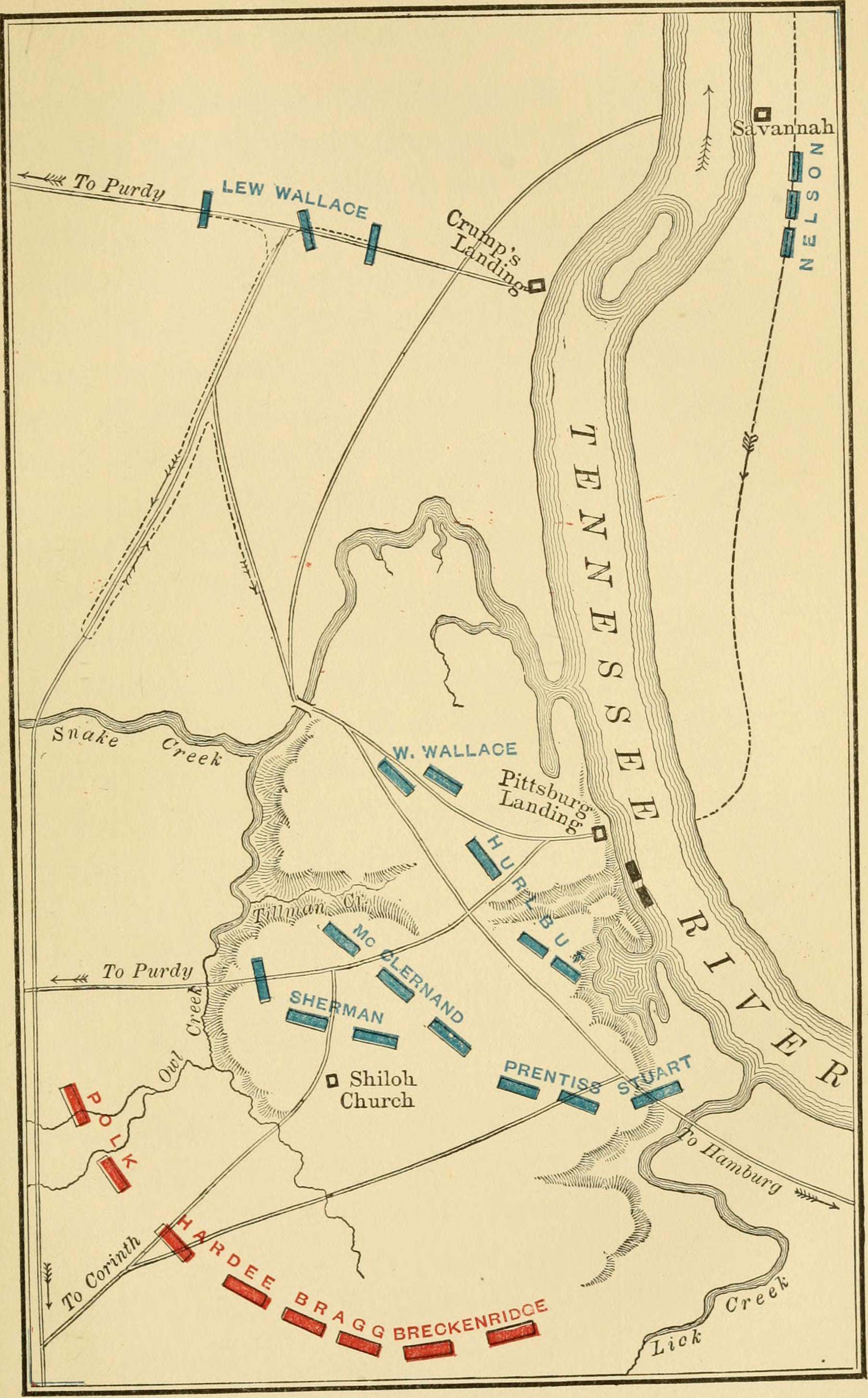
Disposizione delle forze in campo.

Fonti:

### Comparazione tra gli eserciti
Alla vigilia della battaglia le armate contrapposte disponevano, approssimativamente, dello stesso numero di soldati, ma i confederati erano scarsamente armati, con vecchie dotazioni, tra cui fucili da caccia, pistole di piccolo calibro, fucili ad avancarica a pietra focaia e persino qualche picca; tuttavia alcuni reggimenti come la 6ª e la 7ª fanteria del Kentucky possedevano fucili Pattern 1853 Enfield. Le truppe avevano pochissima esperienza diretta nel combattimento, mentre gli uomini di Braxton Bragg provenienti da Pensacola e Mobile erano più allenati.
L'armata di Grant comprendeva 32 dei 62 reggimenti di fanteria con esperienza in combattimento a Fort Donelson, e una buona metà delle sue batterie di artiglieria e la maggior parte della sua cavalleria erano composte da veterani.

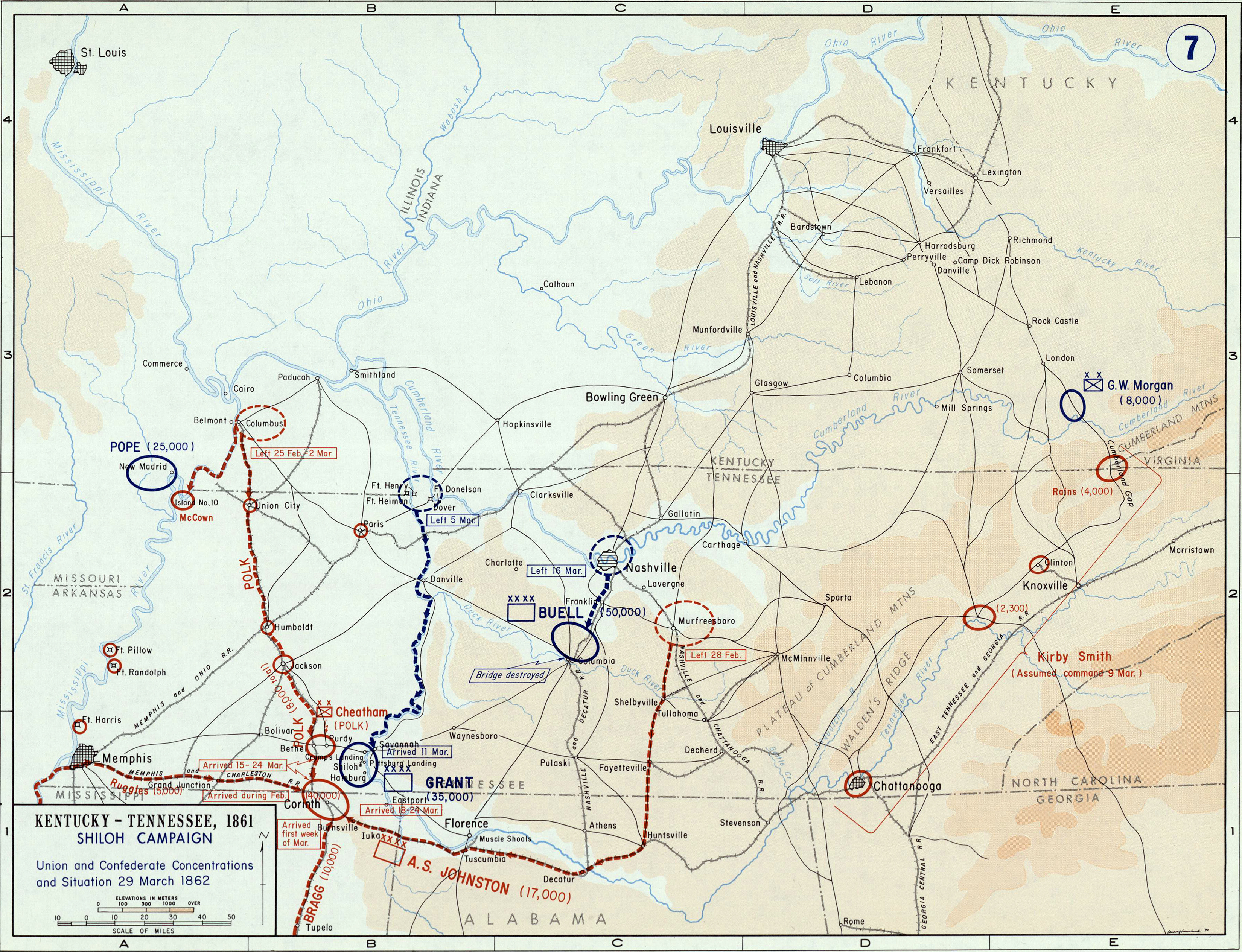
Primi movimenti militari.

## Primo giorno
Johnston aveva chiamato le sue forze sparpagliate Armata confederata del Mississippi. Concentrò quasi 55 000 uomini attorno a Corinth, a circa 20 miglia a sud-est delle posizioni di Grant.
Il 3 aprile 1862 lasciò la cittadina con quasi 44 000 effettivi, sperando di cogliere di sorpresa Grant prima del ricongiungimento con l'armata di Buell. Il piano era di attaccare il fianco sinistro di Grant, separare l'esercito unionista dalle cannoniere d'appoggio, che consentivano ai soldati la possibilità di una ritirata, attraccate sul fiume Tennessee e chiudergli quella via, spingendolo quindi verso ponente nelle paludi dello Snake Creek e dell'Owl Creek, dove avrebbe potuto essere distrutto.
L'attacco era inizialmente programmato per il 4 aprile 1862, ma l'avanzata dovette essere differita di 48 ore a causa di una forte pioggia che trasformò le strade in un mare di fanghiglia, facendo sì che alcune unità si perdessero nei boschi circostanti e costringendone altre a fermarsi di fronte agli ostacoli sorti davanti al loro cammino. I Sudisti finirono con l'impiegare tre giorni per spostare l'armata di sole 23 miglia.
Questo imprevisto si rivelò significativo per il prosieguo delle operazioni in quanto l'assalto avrebbe dovuto prendere il via quando l'armata di Buell si trovava ancora troppo lontano per poter essere di aiuto a Grant; il 6 aprile invece esso si trovava talmente vicino da portare soccorso già nel corso della seconda giornata.

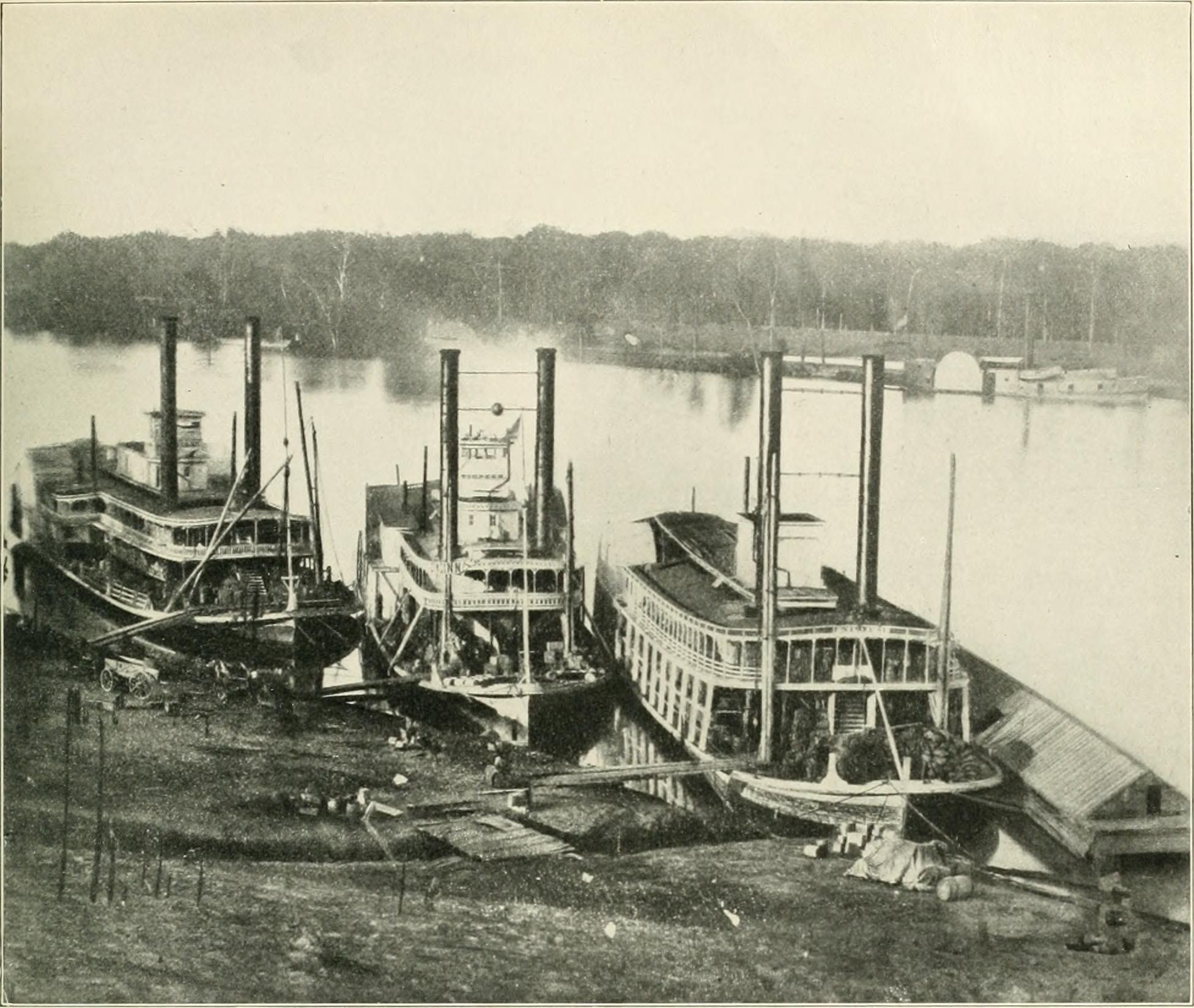
Il naviglio dei trasporti unionisti sulle sponde del fiume Tennessee.

Inoltre il ritardo lasciò i confederati a corto di razioni di riserva; alle truppe ne erano state consegnate per cinque giorni poco prima di lasciare Corinth, ma l'incapacità di conservare adeguatamente il cibo ed il ritardo occorso portò la maggior parte delle truppe ad essere sprovviste di viveri al momento della battaglia.
Durante la marcia di avvicinamento si verificarono piccole schermaglie con gli avamposti dei volontari dell'Unione ed entrambe le parti fecero prigionieri. Inoltre, la maggior parte dell'armata non riuscì a mantenere la corretta disciplina del silenzio mentre si stava preparando all'attacco. Situati a poche miglia dagli avversari i soldati secessionisti si misero ripetutamente a suonare le loro trombe, a battere i tamburi e persino a sparare con i moschetti a caccia di selvaggina; di conseguenza Beauregard temette che l'elemento sorpresa fosse andato oramai perduto e raccomandò di tornare indietro a Corinth, credendo che qualora fosse andato incontro al nemico, questi sarebbe stato "trincerato fin sopra agli occhi".
Beauregard era anche preoccupato per la mancanza di razioni, temendo che se l'esercito fosse entrato in un impegno prolungato le loro magre scorte alimentari non sarebbero state in grado di sostenerlo. Ma Johnston si rifiutò ancora una volta di prendere in considerazione l'idea della ritirata; assunse invece la decisione di attaccare, affermando: "sarei andato allo scontro anche se fossero stati un milione".
Nonostante le preoccupazioni di Beauregard, la maggior parte delle forze dell'Unione non sentì l'avvicinarsi dell'armata in marcia e non era a conoscenza neppure dei campi nemici a meno di 5 chilometri di distanza.

## Battaglia

Localizzazione della Contea di Hardin (Tennessee), dove si svolse la battaglia.

### Primo attacco mattutino confederato
Poco prima delle 6 del mattino di domenica 6 aprile l'Armata di Johnston fu disposta in campo, a cavallo della strada conducente a Corinth. Di fatto l'armata aveva passato l'intera nottata a bivaccare in ordine di battaglia a meno di due miglia (circa tre chilometri) dal campo unionista, nei pressi del quartier generale di Sherman posto a Shiloh Church e sfuggendo del tutto all'attenzione degli avversari.
Nonostante i numerosi contatti costituiti da scaramucce di ben poco conto e il fallimento nel mantenere la corretta disciplina del silenzio nei giorni precedenti l'attacco confederato scagliato alle prime luci dell'alba riuscì in pieno ad ottenere una completa sorpresa. La manovra di avvicinamento colse gli unionisti totalmente impreparati sia da un punto di vista tattico che strategico. Grant avrebbe desiderato evitare grandi scontri aperti almeno prima del congiungimento con l'armata di Buell. Non vennero pertanto mandati in avanscoperta né esploratori né pattuglie regolari e non vi era alcuna postazione di vedetta installata, per evitare che questi movimenti potessero scatenare una battaglia ad ampio raggio prima del sopraggiungere di Buell con i rinforzi che stavano ancora completando l'attraversamento del fiume Tennesse. Grant telegrafò un messaggio ad Henry Halleck nella notte del 5 affermando: "credo che vi siano assai scarse possibilità che un attacco generale possa essere scatenato contro di noi, ma sarò in ogni caso preparato nel caso qualcosa di simile dovesse avvenire".

La preparazione sul campo era stata ampiamente sovrastimata; Sherman, il comandante informale del campo a Pittsburg Landing rifiutò di credere che i Confederati fossero dotati di una grossa forza d'assalto da qualche parte nelle vicinanze; non dette alcun credito alla possibilità di un attacco portato dal Sud, attendendosi invece che Johnston avrebbe semmai cercato di colpire dalla direzione di Purdy, ossia da ovest. Quando il colonnello Jesse Josiah Appler del 53º fanteria Ohio lo avvertì che un attacco era invero imminente, il generale gli rispose rabbiosamente: "riportate pure il vostro dannato reggimento fino in Ohio, qui i Confederati più vicini sono quelli che si trovano all'altezza di Corinth".

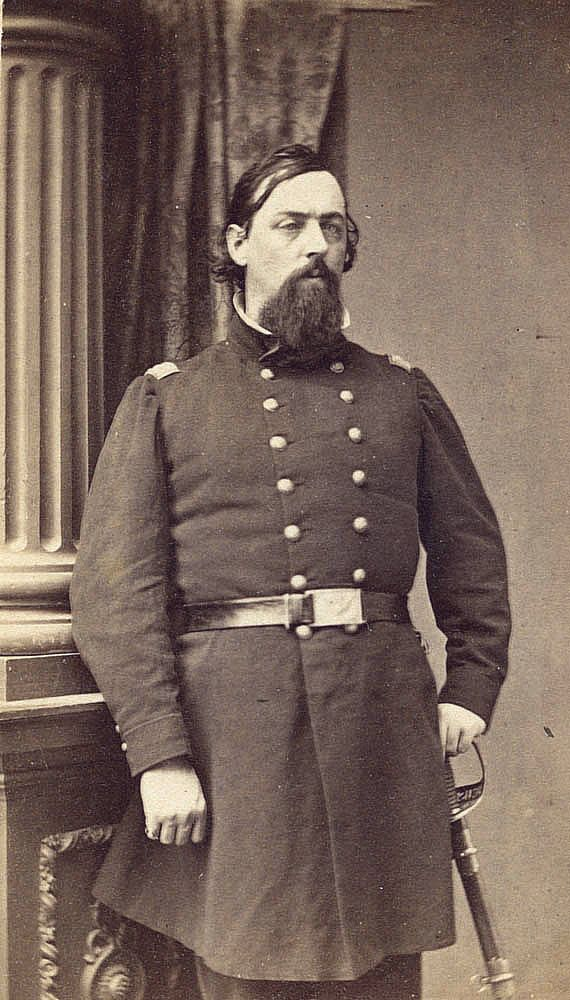
Foto del Colonnello Everett Peabody, caduto sul campo.

Già verso le 3 di notte Everett Peabody, comandante della prima brigata di Prentiss, mandò 250 fanti della 25ª Missouri e della 12ª Michigan in un'operazione di ricognizione, convinto che i continui rapporti su contatti avvenuti negli ultimi giorni con i nemici significassero la forte possibilità di una grande forza nemica nell'area; la pattuglia, alla guida del maggiore James Edwin Powell, incontrò il fuoco dei Confederati, che si dileguarono subito dopo nella boscaglia circostante. Nella primissima mattinata - non più tardi delle 5:15 - s'imbatterono in avamposti avversari presidiati dal terzo battaglione Mississippi e per circa un'ora continuò un vivace scambio di colpi. Messaggeri in arrivo e i rimbombi di arma da fuoco finirono con l'allertare le truppe unioniste, che formarono postazioni sulla linea di battaglia poco prima che i Sudisti li raggiungessero. Il comando generale non si era tuttavia preparato nella maniera adeguata per un attacco ai loro campi. Quando Prentiss venne a sapere che Peabody aveva mandato fuori una pattuglia senza la preventiva autorizzazione ne fu sdegnato ed accusò il colonnello di provocare uno scontro di vaste proporzioni violando gli ordini di Grant; presto però cominciò a rendersi conto che stava affrontando un assalto da parte di un'intera Armata e si affrettò quindi a predisporre i propri uomini alla difesa delle postazioni.

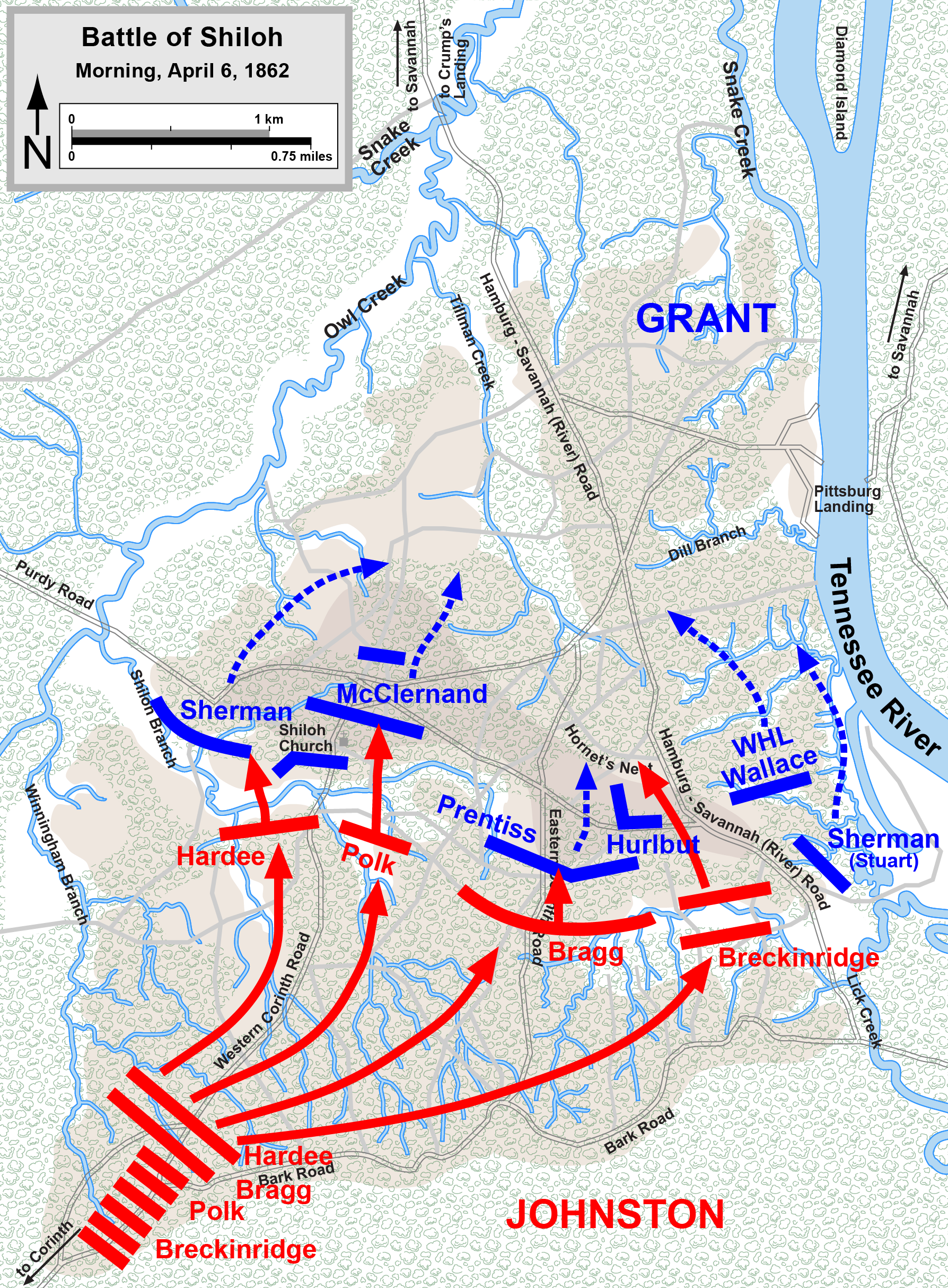
Movimenti dell'assalto durante la mattinata del 6 aprile.

Alle ore 9 le forze dell'Unione a Pittsburg Landing si trovavano o già impegnate direttamente o comunque in movimento verso la prima linea; sia Peabody che Powell rimasero uccisi nel corso degli scontri.
Lo schieramento confuso delle truppe confederate contribuì a ridurre l'efficacia dell'attacco; né Johnston né Beauregard avevano un piano di battaglia preordinato e unificato. In precedenza il comandante sudista aveva telegrafato al presidente confederato Jefferson Davis il suo piano: "Polk a sinistra, Bragg al centro, Hardee a destra, Breckinridge in riserva". La sua strategia era di forzare l'attacco sul fianco destro per bloccare all'Union Army l'accesso al fiume, sua linea di rifornimento e via d'uscita; Johnston ordinò a Beauregard di trattenersi nella retroguardia e da lì dirigere uomini e rifornimenti a seconda delle necessità del caso; mentre egli condusse dalla prima linea gli uomini sul fronte di battaglia. Questa decisione di fatto lasciò il comando dei movimenti tattici a Beauregard, il quale ne aveva una visione diversa: semplicemente attaccare in tre ondate per spingere gli unionisti verso est fino al fiume; ma vi erano forze insufficienti proprio sul fianco destro per poter avvolgere l'Armata contrapposta dalla direzione che era stata pianificata. Si afferma che Johnston fu aspramente criticato per questa divisione dei ruoli con Beauregard, in parte tuttavia giustificata dal fatto che vi erano molte reclute inesperte nella sua armata che necessitavano di un forte incoraggiamento personale sul fronte.

I corpi d'armata di Hardee e di Bragg iniziarono l'attacco con le loro divisioni disposte in una fila larga circa 5 km e lunga circa 3 dal fronte alla colonna posteriore; durante l'avanzata queste unità iniziarono a mescolarsi e pertanto divenne difficoltoso tenerle sotto controllo. I comandanti dei corpi d'assalto attaccavano in formazione di linea senza riserve e l'artiglieria non poté venire concentrata per provocare una breccia. Verso le 7:30 dalla sua posizione nelle retrovie Beauregard ordinò ai corpi d'assalto di Polk e Breckinridge di avanzare rispettivamente a sinistra e a destra della linea, diluendone così la loro efficacia. L'attacco andò quindi avanti trasformandosi in un assalto frontale condotto da una singola linea, a cui mancavano sia la profondità che il peso d'urto necessari per avere successo. Le unità in marcia sui terreni sconnessi non erano in grado di mantenere l'integrità della formazione, finirono quindi col mischiarsi con i reggimenti degli altri comandi; i generali si trovarono quindi a comandare zone del campo di battaglia anziché le loro divisioni. Sia i comandi che il pieno controllo della situazione, nel senso moderno dei termini, furono persi fin dall'inizio del primo assalto.

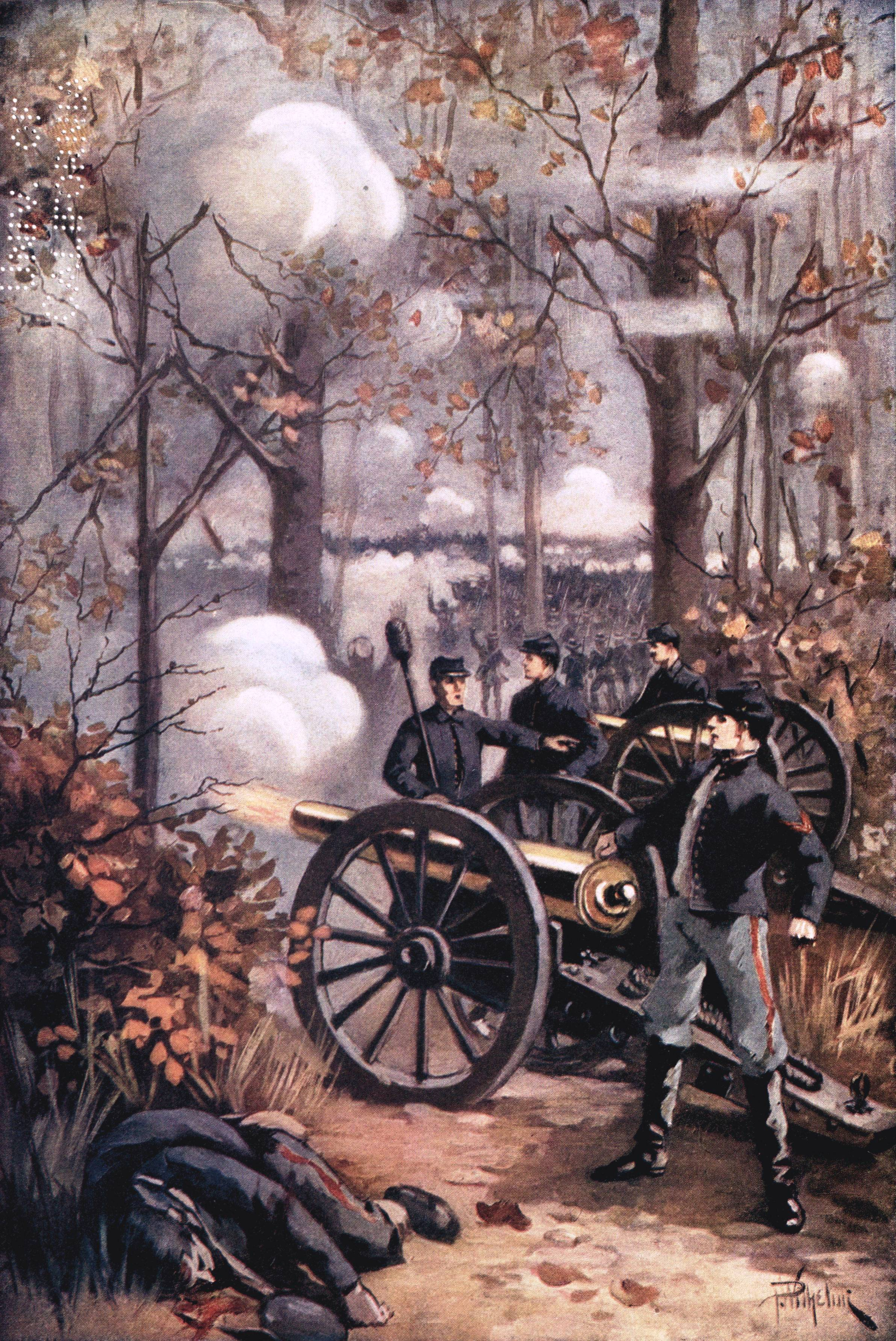
L'artiglieria unionista in azione in mezzo alla boscaglia.

### Grant raduna l'Armata
L'assalto, nonostante le sue carenze di fondo, non fu meno feroce e nel fronteggiarlo alcuni dei tanti soldati non ancora perfettamente addestrati del nuovo esercito federale di Grant scapparono per mettersi in salvo verso il fiume; altri si batterono bene ma furono obbligati ad arretrare sotto la forte pressione e cercarono di formare nuove linee di difesa. Molti reggimenti unionisti si disintegrarono, con le compagnie e le sezioni rimaste sul campo che si aggregarono ad altri comandi. Sherman, che si era mostrato negligente nel prepararsi all'eventualità di un attacco, divenne però presto uno degli elementi più importanti; apparve ovunque lungo le sue linee ispirando le reclute a resistere e ciò nonostante le sbalorditive perdite da entrambe le parti. Subì due piccole ferite e tre cavalli su cui cavalcava furono uccisi da spari; lo storico James M. McPherson cita questa battaglia come la svolta nella vita militare di Sherman, che lo aiutò a diventare uno dei principali generali nordisti. La sua divisione sopportò gran parte del peso dell'attacco iniziale; nonostante il pesante fuoco patito - soprattutto sul fianco sinistro, che si sfaldò - i suoi uomini combatterono ostinatamente. Ma le truppe dell'Unione nella loro generalità perdettero lentamente terreno e arretrarono in una nuova linea dietro la Shiloh Church.
La divisione di McClernand riuscì a fatica a stabilizzare temporaneamente la posizione; nel complesso tuttavia le forze di Johnston operarono una solida avanzata realizzando progressi costanti fino a mezzogiorno, travolgendo le posizioni federali una alla volta ed arroccandole su se stesse. Mentre i confederati avanzavano molti di loro gettarono via i moschetti a pietra focaia di cui erano dotati per impadronirsi dei fucili di miglior calibro abbandonati sul terreno dalle truppe dell'Unione in fuga.
Alle ore 11 l'avanzata iniziò a rallentare innanzitutto a causa della dura resistenza incontrata, ma anche per problemi disciplinari sorti quando l'armata sudista superò i campi federali; la vista del cibo fresco che cuoceva ancora tranquillamente sui falò allestiti all'interno degli accampamenti si dimostrò troppo allettante per le truppe affamate, cosicché molti ruppero i ranghi per mettersi a saccheggiare e depredare, con il risultato di bloccare l'armata, che dovette rimanersene in attesa almeno fino a quando i loro ufficiali non riuscirono a rimetterli in riga.
Lo stesso Johnston finì con l'essere costretto ad intervenire personalmente per aiutare a prevenire il saccheggio e riportare la propria Armata in carreggiata; dirigendosi al campo appena occupato prese una tazza di latte e annunciò: "lasciate che questa sia la mia parte del bottino per oggi", prima di far muovere nuovamente la truppa in avanti.

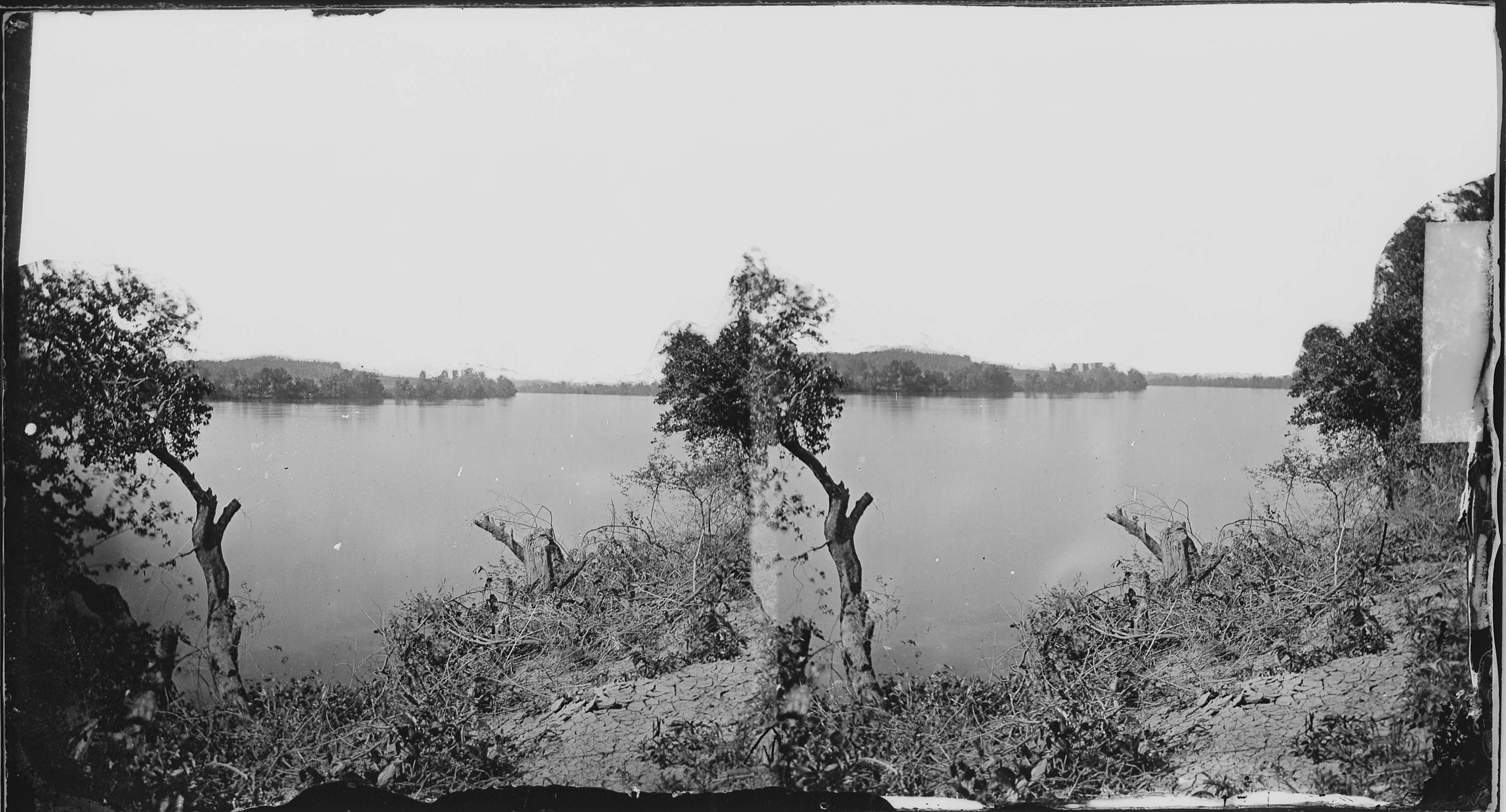
Veduta del fiume Tennessee durante gli anni di guerra in una foto di Mathew B. Brady (National Archives and Records Administration).

Grant si trovava quella mattina a circa 16 km a valle, a bordo di una cannoniera a Savannah, quando udì per la prima volta il rombo del fuoco d'artiglieria; il giorno 4 si era ferito quando il suo cavallo cadendo lo aveva travolto. Si trovava pertanto in convalescenza e incapace di muoversi senza l'uso delle stampelle; ordinò però alla Divisione di William "Bull" Nelson di marciare lungo il lato Est del fiume fino ad un punto proprio di fronte a Pittsburg Landing, da dove avrebbe potuto facilmente venire traghettata sul campo.
Prese quindi il suo battello a vapore Tigress a "Crump's Landing", da dove lavorò freneticamente per trasferire sul campo i rinforzi necessari che si trovavano nelle immediate vicinanze. Diede a L. Wallace i suoi primi ordini; egli avrebbe dovuto cioè aspettare in riserva rimanendo però pronto a muoversi in qualsiasi momento. Tali riserve non giunsero peraltro rapidamente, a causa (forse) delle autonome decisioni assunte dallo stesso Wallace.
Grant procedette quindi fino a "Pittsburg Landing", giungendovi verso le 8:30; la maggior parte della giornata trascorse prima che giungessero i primi rinforzi; la divisione di Nelson giunse verso le 17:00, mentre Wallace apparve solo attorno alle 19. La lentezza esasperante del movimento di Wallace verso il campo di battaglia sarebbe diventata una questione di discussione assai controverso e un argomento di dispute particolarmente dibattute.

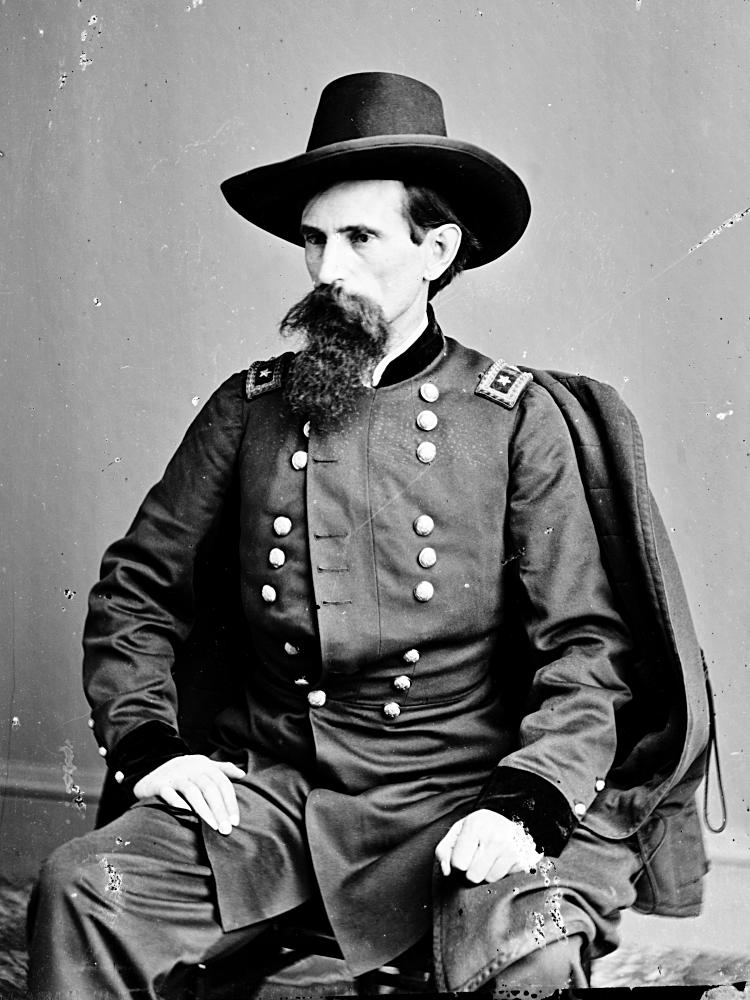
Foto di Lew Wallace.

### La Divisione di Lew Wallace
Il gruppo di Wallace era stato lasciato come riserva in un luogo chiamato "Stony Lonesome", nelle retrovie della linea unionista. Tra le ore 8 e le 8:30 della mattina del giorno 6 la nave ammiraglia di Grant si fermò accanto all'imbarcazione del proprio sottoposto ormeggiata a Crump e diede ordine che la 3ª Divisione fosse pronta a muoversi in qualsiasi direzione. Wallace concentrò quindi le sue truppe a "Stoney", sebbene la sua brigata più occidentale rimanesse stanziata ad Adamsville; quindi attese ulteriori ordini, che arrivarono puntualmente tra le 11 e le 11.30.

Il sito di "Pittsburg Landing".

Quasi immediatamente dopo la comparsa dei confederati Grant ordinò a Wallace di muoversi con le sue unità per farle rientrare a far parte dell'Armata già schierata, una mossa che sarebbe stata a sostegno della 5ª Divisione di Sherman la quale - sottoposta al costante martellamento del nemico - si trovava accampata tutt'attorno alla "Shiloh Church" quando la battaglia ebbe inizio. Gli ordini scritti, trascritti dagli ordini verbali che Grant diede ad un aiutante di campo, sono andati irrimediabilmente perduti durante la battaglia e le controversie rimangono ancora nei riguardi della loro precisa formulazione. 

La "River Road".

Wallace più tardi si giustificò sostenendo che vi era stata ambiguità nell'ordine di Grant, di non averne anzi affatto ricevuti mentre si trovava a "Pittsburg Landing" - nell'Ala posteriore sinistra dell'Armata - e neppure di essergli stato riferito quale strada fosse stata più consigliabile prendere. Grant in seguito affermò che gli aveva invece ordinato chiaramente di recarsi a Pittsburg attraverso la "River Road" (chiamata anche Amburgo-Savannah Road).

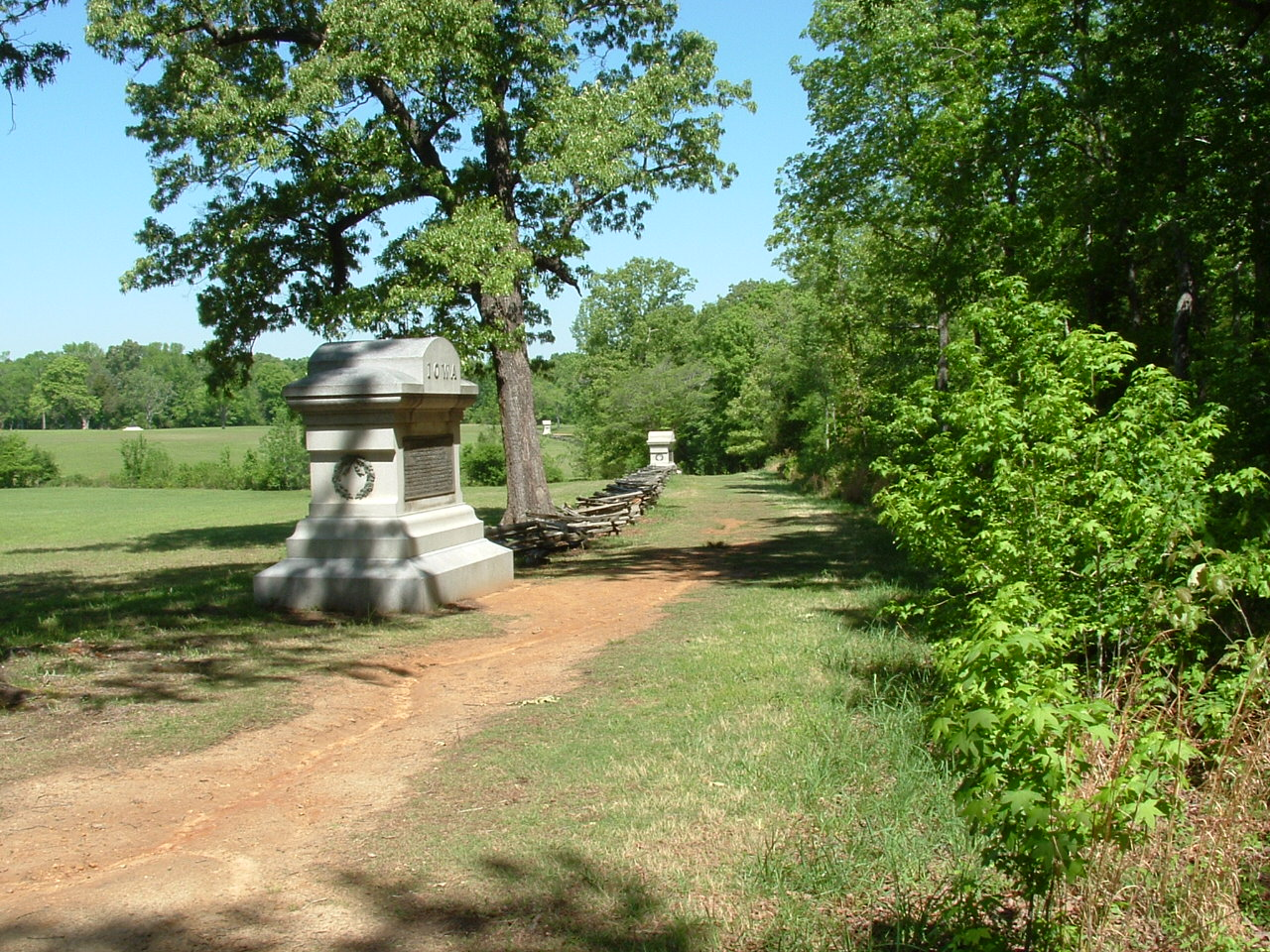
La "Sunken Road".

Verso mezzogiorno Wallace iniziò il viaggio lungo la "Sunken Road", una via ben nota ai suoi uomini. Un membro dello Stato maggiore di Grant, William Ruben Rowley, scovò Wallace tra le 14 e le 14:30 proprio su quella strada, riportando le parole di Grant che si stava chiedendo dove fosse mai andato a cacciarsi e perché non era ancora arrivato sul campo di battaglia là dove l'Armata s'era attestata, mentre la forza principale dell'Unione veniva lentamente ma inesorabilmente ricacciata all'indietro. A questo punto Wallace rimase confuso.
Rowley gli riferì che l'armata era stata costretta a retrocedere, che Sherman non stava più combattendo a "Shiloh Church" ed infine che la linea di battaglia si era spostata a Nord-est verso "Pittsburg". Se Wallace avesse continuato in quella direzione si sarebbe venuto a trovare nella zona posteriore delle truppe confederate in piena avanzata.
Wallace dovette a questo punto compiere una scelta. Si sentiva certo di poter lanciare un valido attacco da dove era e di colpire da dietro la retroguardia confederata per raggiungere subito dopo le forze alleate più vicine; avrebbe altresì potuto invertire la sua direzione e marciare verso Pittsburg attraverso un incrocio sulla "River Road": egli scelse quest'ultima opzione. Al termine della guerra sostenne che la sua Divisione avrebbe potuto attaccare e sconfiggere i confederati se solo la sua avanzata non fosse stata interrotta, ma in seguito ammise invece che la mossa non avrebbe potuto avere alcun successo.
Per qualche ragione, piuttosto che riallineare i propri uomini facendoli schierare come retroguardia la quale si sarebbe in tal modo trasformata in avanguardia operante nella zona anteriore del campo, Wallace prese la decisione controversa di mantenere l'ordine originale (solo che esso era orientato in posizione diversa da quella necessaria) dirigersi frontalmente nella direzione opposta ordinando di fare dietro-front e quindi di tornare alla volta di "Stoney" con una marcia in circolo e poi ancora a "Pittsburg".

Lo "Shiloh Church Cemetery" con l'artiglieria posizionata sul lato Ovest della strada per Corinth.

La mossa ritardò ulteriormente il suo arrivo; si diresse verso Nord lungo la strada Shunpike, per poi prendere un crossover per raggiungere la "River Road" verso Est: infine si lanciò finalmente a Sud sul campo di battaglia. Prese di fatto una via diversa da quella che Grant intendeva, presentandosi alla termine del giro vizioso solo per scoprire che Sherman era stato obbligato a retrocedere e che non si trovava più lì dove Wallace pensava che fosse. Inoltre la linea della battaglia s'era spostata tanto lontano che Wallace stesso si trovò oramai alle spalle delle truppe sudiste che continuavano ad avanzare.
La Divisione iniziò ad arrivare sulle posizioni di Grant verso le 18:30, dopo una marcia di circa 23 km durata per 7 ore su strade estremamente accidentate e fangose; poté schierarsi sul campo soltanto attorno alle 19, in un momento in cui i combattimenti - almeno per quel giorno - erano praticamente terminati. Sebbene Grant non mostrasse in quel frangente la propria disapprovazione il suo successivo giudizio nei riguardi del rapporto di battaglia di Wallace fu abbastanza negativo da danneggiare seriamente la carriera militare del generale.
A posteriori il comandante non ne rimase quindi per nulla soddisfatto. L'armata di Buell infine era ancora troppo lontana per incidere od interessare l'azione quella mattina. Ai giorni nostri Wallace viene meglio ricordato per essere stato l'autore di Ben Hur.

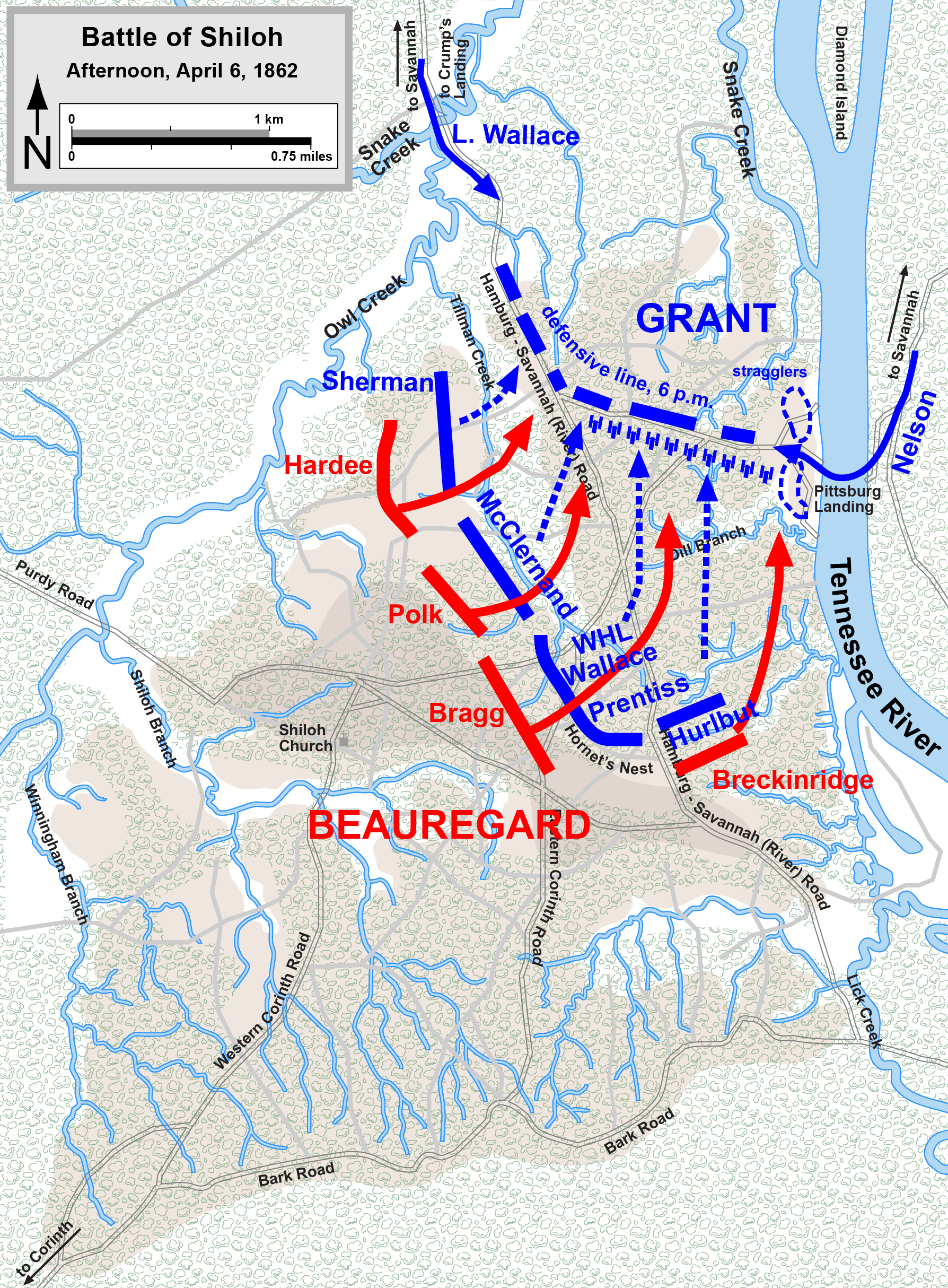
La battaglia nelle ore pomeridiane.

### Resistenza unionista e morte di Johnston
Altrove, partire dalle 9 del mattino, sulla linea principale unionista le divisioni di Prentiss e di W.H.L. Wallace forti di 2500 effettivi stabilirono e detennero una posizione denominata "Hornet's Nest" (Nido di calabroni), in un campo lungo una strada trincerata e all'interno di essa ai giorni nostri chiamata popolarmente "Via incantata", anche vi è una ben poca evidenza fisica per giustificare quel titolo.
I confederati ne aggredirono le postazioni frontalmente per diverse ore, anziché cercare molto più semplicemente di aggirarla (la qual cosa avrebbe avuto un maggior senso tattico e strategico), con la conseguenza che vi patirono pesanti perdite. Le stime degli storici sul numero di cariche effettuate separatamente vanno da 8 a 14; le forze dell'Unione sull'Ala destra e sinistra del "Nido" furono forzate ad indietreggiare - dal peso della continua pressione - rendendo in tal maniera la posizione di Prentiss un saliente fondamentale della resistenza attiva.
Il coordinamento interno si rivelò assai scarso e le diverse Unità si ritirarono basandosi esclusivamente sulle decisioni prese dai singoli comandanti. La pressione da parte Sudista crebbe ancora di più a partire dal momento in cui W.H.L. Wallace, comandante della più alta concentrazione di truppe nella posizione, rimase ferito mortalmente mentre tentava di condurre una fuga dall'accerchiamento confederato.

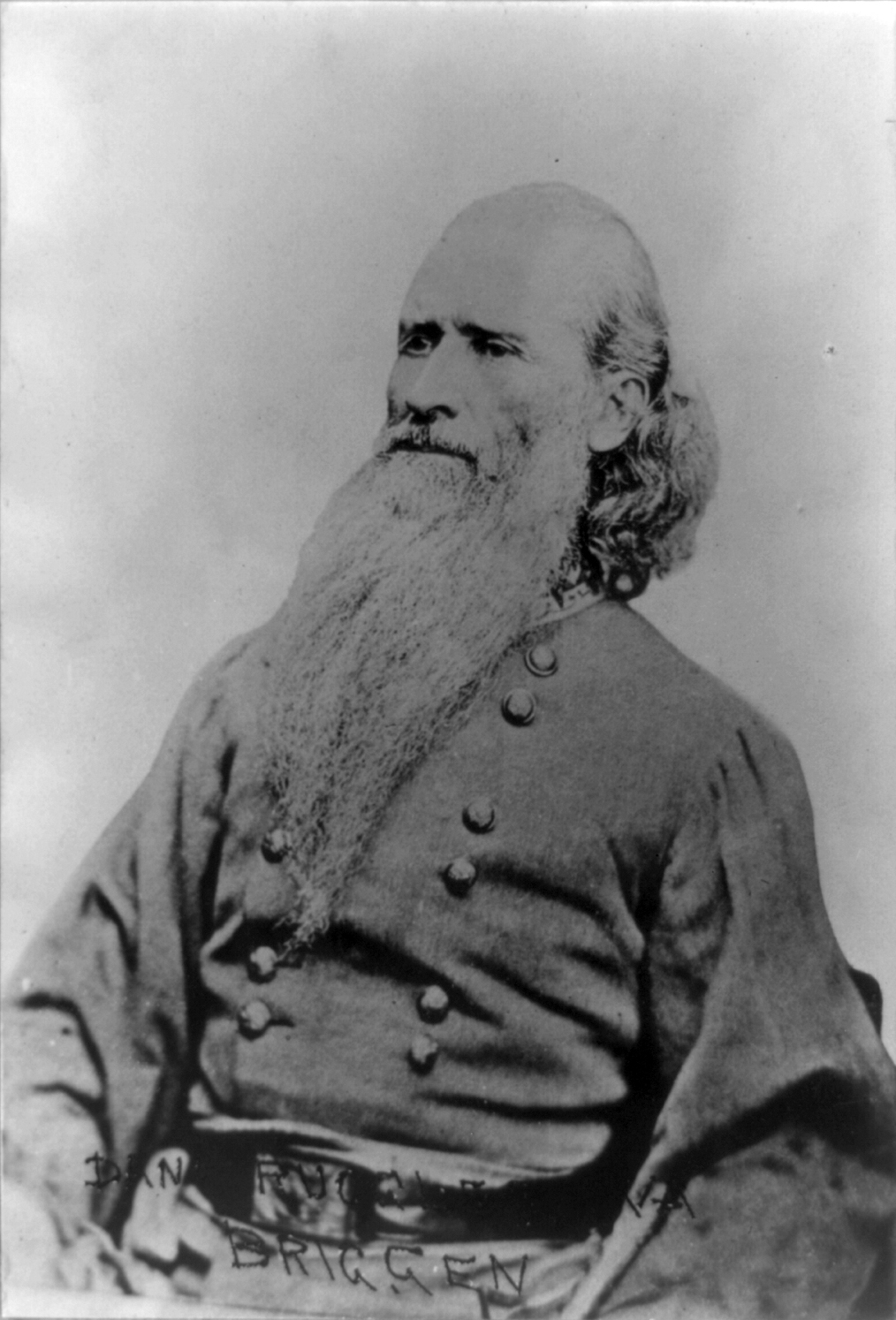
Foto del Brigadier generale confederato Daniel Ruggles.

I reggimenti dell'Unione erano disorganizzati tanto che le varie compagnie si disintegrarono quando gli avversari guidati da Daniel Ruggles ammassarono fino a 62 cannoni nella Ruggles's Battery", la più alta concentrazione d'artiglieria mai assemblata fino a quel momento nell'America settentrionale; il loro scopo precipuo sarebbe stato quello di far saltare la linea Nordista a distanza ravvicinata: completamente circondato "Hornet's Nest" cadde dopo aver resistito per più di 7 ore. Prentiss si arrese con quel che ancora rimaneva della sua divisione.
Una gran parte dei sopravvissuti dell'Unione, stimati tra i 2200 e i 2400 uomini, furono catturati, ma il loro sacrificio concesse il tempo necessario a Grant per ristabilire una linea di difesa finale nei pressi di "Pittsburg Landing", con alle spalle solo le rive del fiume Tennessee. Sul fianco destro la resistenza fu ostinata e le forze di Johnston s'impantanarono in una zuffa selvaggia attorno alla "Shiloh Church"; lungo quella giornata i confederati ripetutamente assaltarono l'Ala nemica, che cedette terreno senza però schiantarsi.

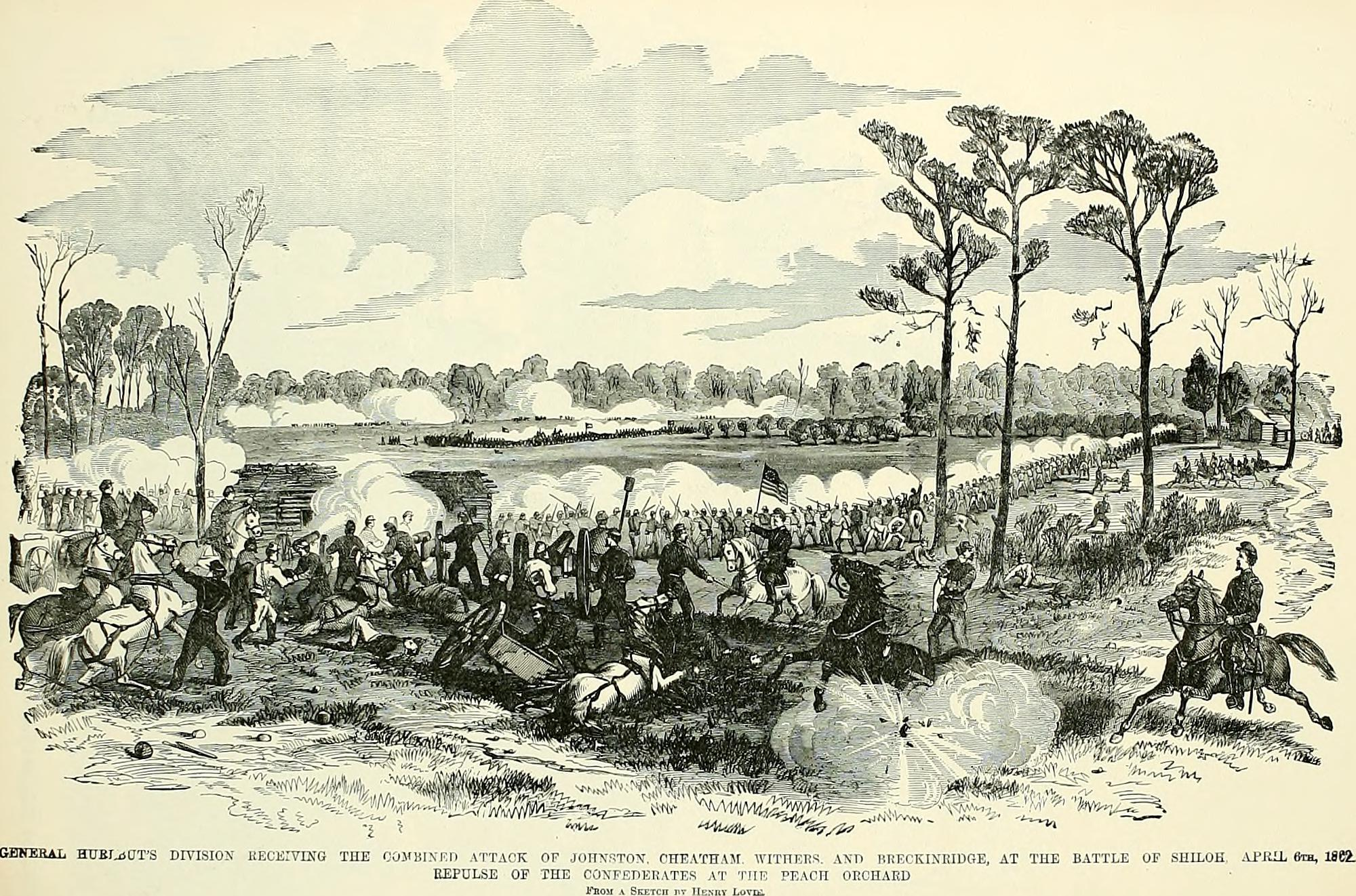
La divisione di Stephen Augustus Hurlbut alla difesa di "Peach Orchard".

Mentre ci si occupava accanitamente di espugnare "Hornet's Nest" l'Armata Sudista subì una grave battuta d'arresto dovuta alla morte del proprio comandante generale. Albert Sidney Johnston aveva appena ricevuto un rapporto da Breckenridge informandolo che una delle sue brigate stava rifiutando gli ordini di avanzare contro le forze dell'Unione in un frutteto di pesche (Peach Orchard) come aveva predisposto. Recatosi rapidamente sulla scena Johnston fu in grado di radunare gli uomini per far eseguire la carica guidandola personalmente: mentre guidava l'attacco fu colpito alla gamba destra - appena dietro al ginocchio - attorno alle 14:30 su un campo di cotone (Widow Bell's).
Ritenne in un primo momento la ferita insignificante, con molta probabilità a causa di una ferita ricevuta 25 anni prima che gli aveva inflitto danni permanenti ai nervi, impedendogli di percepire l'effettiva gravità della situazione: nel 1837, nel corso un duello, Johnston era stato infatti colpito all'anca destra da un colpo di pistola, che gli aveva reciso il nervo ischiatico..
Johnston continuò come se niente fosse a guidare la battaglia. Alla fine i membri del suo staff lo notarono mentre si accasciava in sella; uno di loro, il governatore del Tennessee Isham Green Harris, gli chiese se fosse ferito, al che il generale rispose: "Sì, e temo seriamente".

Il Memoriale eretto sul luogo della morte di Albert Sidney Johnston.

All'inizio dello scontro il comandante confederato aveva mandato il proprio chirurgo personale a curare le truppe rimaste ferite oltre che i prigionieri "yankee", non si trovava pertanto in quel momento alcun personale medico in loco. Un aiutante lo fece scendere da cavallo adagiandolo sotto un albero, per correre subito dopo alla ricerca del medico; non si curò però di stringere un laccio emostatico attorno alla gamba ferita. Prima ancora che il chirurgo potesse essere rintracciato Johnston morì per dissanguamento a causa della lacerazione dell'arteria poplitea.
Il presidente degli Stati Confederati d'America Jefferson Davis lo considerava il generale più capace a sua disposizione (solo dopo poco più di due mesi Robert Edward Lee cominciò ad emergere come il miglior generale sudista). Johnston fu l'ufficiale di più alto grado da entrambe le parti a morire in combattimento durante l'intera guerra civile; a questo punto Beauregard assunse il comando, ma la sua posizione nella retroguardia - ove si affidava ai rapporti stilati sul campo dai subordinati - poteva dargli solo una vaga idea della disposizione effettiva della forze sul fronte.
Una visione tradizionale della battaglia sostiene che la morte di Johnston causò una pausa nei combattimenti, che privò i confederati del loro slancio e alla fine portò alla loro sconfitta in battaglia; tuttavia altri affermano invece che una simile pausa era un fattore della generale disorganizzazione confederata, non della mancanza di azione di Beauregard il quale manteneva un buon senso delle disposizioni sul campo.
Il nuovo comandante ordinò che il corpo del generale venisse avvolto segretamente in un telo per evitare di abbassare il morale delle truppe e far riprendere gli attacchi contro "Hornet's Nest". Quest'ultimo si rivelò probabilmente un errore tattico poiché i fianchi dell'Unione stavano lentamente tornando a formare una linea semicircolare tutt'attorno a "Pittsburg Landing"; se Beauregard avesse invece concentrato le sue forze d'urto sulle Ali avrebbe potuto sconfiggere l'esercito avversario proprio di fronte all'approdo del fiume, quindi ridurre in successione la posizione di "Hornet's Nest" a proprio piacimento.

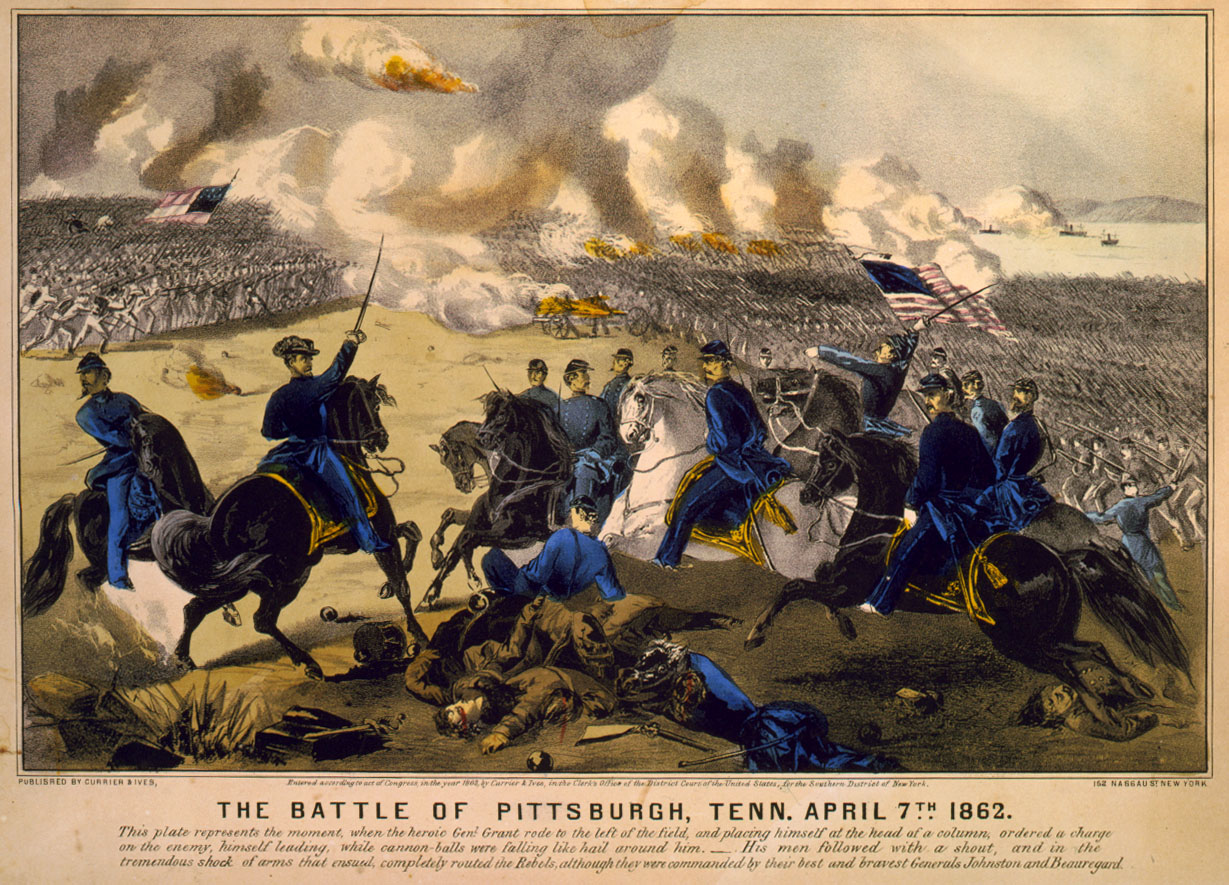
La battaglia in un'illustrazione di Currier and Ives.

### Difesa accanita a Pittsburg Landing
I fianchi dell'Unione furono respinti, ma non in modo decisivo. Hardee e Polk costrinsero Sherman e McClernand a ritirarsi in direzione di "Pittsburg Landing", lasciando esposto il fianco destro del "Hornet's Nest". Subito dopo la morte di Johnston, Breckinridge, il cui Corpo era stato di riserva, attaccò all'estrema sinistra della linea unionista, scacciando la brigata di David Stuart e aprendo potenzialmente un sentiero verso il retro dell'Unione e il fiume Tennessee.
Tuttavia i confederati si fermarono per riorganizzarsi e riprendersi dall'esaurimento e dalla disorganizzazione, poi seguirono i rimbombi delle armi verso il "Nido" perdendo così un'occasione decisiva. Dopo che "Hornet's Nest" cadde i resti della linea Nordista si stabilizzarono in un solido fronte di 5 km attorno a Pittsburg, estendendosi ad Ovest dal fiume e poi anche a Nord, lungo la "River Road", mantenendo l'approccio aperto per l'atteso - sebbene in grave ritardo - arrivo della divisione di Lew Wallace.
Sherman comandò l'ala destra, McClernand prese il centro e sulla sinistra i resti degli uomini di W.H.L. Wallace, Stephen Augustus Hurlbut e Stuart mischiati con migliaia di ritardatari che si stavano affollando sul promontorio oltre il pianoro. L'avanzata di Buell, la brigata del gruppo di William "Bull" Nelson guidata da Jacob Ammen giunse appena in tempo per essere traghettata e raggiungere così l'estremità sinistra della linea.
I sopravvissuti Nordisti si stabilirono quindi in un solido fronte attorno a "Pittsburg Landing"; la linea difensiva includeva inoltre un anello di oltre 50 cannoni di terra più quelli navali provenienti dal fiume (posizionati sulle cannoniere USS Lexington e USS Tyler). Un'ultima carica confederata di due brigate dirette da Jones Mitchell Withers cercò inutilmente di sfondare. Beauregard reclamò un altro tentativo dopo le ore 18, quando oramai il tramonto era sopraggiunto: l'oscurità venne pertanto a concludere il primo giorno di combattimenti.
L'artiglieria navale sostenne dalle rive del Tennessee la difesa approntata da Grant. Il piano Sudista era chiaramente fallito; avevano sospinto Grant ad Est su una posizione altamente difendibile, non costringendolo a ripiegare verso Occidente nel bel mezzo della palude prospiciente.

### Notte tragica
La sera del 6 aprile mise fine in modo deprimente alla prima giornata di uno dei più sanguinosi combattimenti della storia americana. A quel tempo i medici non venivano inviati sul campo di combattimento per raccogliere e curare i soldati feriti. Qui numerosi furono quelli abbandonati alla morte per emorragia o, nel caso di Shiloh, ad essere divorati vivi dagli animali selvatici. Le urla disperate dei soldati morenti potevano essere sentite negli accampamenti sia unionisti che confederati per tutta la notte: un'immagine che si sarebbe ancora una volta ripetuta alla battaglia di Passchendaele nel corso della prima guerra mondiale.
Esausti, i soldati Sudisti si accamparono nelle tende abbandonate degli avversari. Le truppe dell'Unione furono respinte fino all'incrocio tra il fiume ("Amburgo-Savannah Road") e il "Corinth-Pittsburg Landing Roads". Intorno alle 22 si scatenò un temporale in tutta l'area; accoppiato con il bombardamento continuo proveniente dalle cannoniere USS Lexington e USS Tyler ciò rese la nottata un'esperienza estremamente infelice per entrambe le parti in causa. 

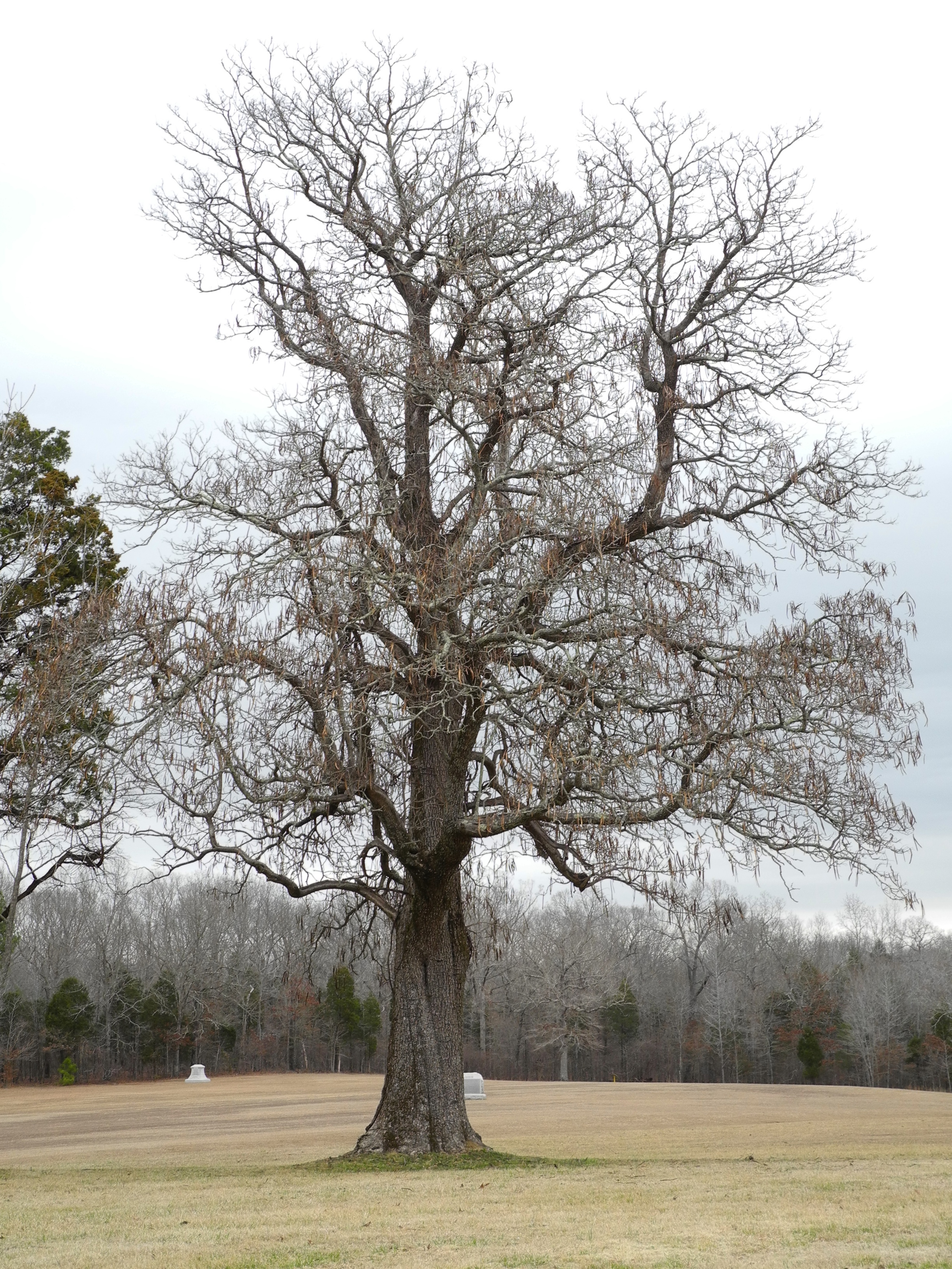
Uno dei grandi alberi di Catalpa presenti nello Shiloh National Military Park.

La situazione doveva tuttavia migliorare per le forze federali in quanto l'esercito di D.C. Buell sarebbe finalmente giunto quella notte stessa, appena in tempo per modificare l'andamento della battaglia il giorno successivo. Nelle sue Memorie stilate nel 1885, Grant descrisse la propria esperienza personale di quella "notte tragica":
Un famoso aneddoto riassume l'atteggiamento risoluto di Grant nei confronti delle battute d'arresto temporanee e della sua tendenza all'azione offensiva. Qualche tempo dopo la mezzanotte Sherman lo incontrò in piedi sotto un albero, mentre si riparava dalla pioggia battente e fumando uno dei suoi oramai celebri sigari, considerando le sue perdite e pianificando l'azione per il giorno successivo. Sherman osservò: "bene, Grant, oggi abbiamo avuto il diavolo contro, no?" Egli alzò lo sguardo: "sì" rispose, seguito subito dopo da uno sbuffo di fumo. "Sì. Domani però lo staneremo".
Il generale Grant avrebbe potuto dormire su uno dei piroscafi; preferì passare la notte in mezzo ai suoi soldati. E poiché l'unica casa di campagna sul posto era colma di feriti, si accomodò in qualche modo a bivaccare sotto la pioggia presso un grande albero.
|  |

Beauregard inviò un telegramma al presidente secessionista Davis annunciando una vittoria completa. Più tardi ammise: "pensavo di avere Grant là solo dove volevo che fosse e che avrei potuto agevolmente finirlo al mattino". Molti dei suoi uomini erano esultanti, avendo oltrepassato i campi dell'Unione e prelevato migliaia di prigionieri e tonnellate di provviste.
Grant aveva però ancora ragione ad essere ottimista: i 5800 uomini di Lew Wallace (meno i due reggimenti che sorvegliavano le scorte al "Crump's Landing") e i 15000 di D.C. Buell cominciarono ad arrivare quella sera. La divisione di Wallace prese una posizione sull'Ala destra e si assestò intorno all'1 di notte; mentre gli uomini di Buell furono completamente sulla scena alle 4 del mattino, in tempo per invertire la tendenza il giorno seguente.
Lo stesso Beauregard causò notevoli controversie storiche con la sua decisione di fermare l'assalto al crepuscolo; sia Braxton Bragg che William Preston Johnston, il figlio del comandante caduto, furono tra coloro che si lamentarono della cosiddetta "opportunità perduta a Shiloh". Beauregard non venne in prima linea per ispezionare la forza avversaria; se ne rimase invece a "Shiloh Church". 

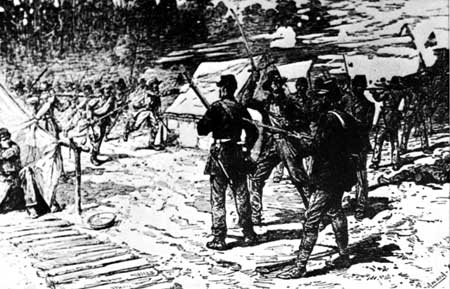
Le truppe confederate espugnano il campo base di Benjamin Prentiss.

Scartò anche i rapporti d'intelligence consegnatigli da Nathan Bedford Forrest i quali lo informavano di ciò che si era venuti a sapere da Benjamin Prentiss (catturato come prigioniero di guerra, egli si mise a ridere in faccia ai suoi carcerieri: "voi gentiluomini avete fatto la vostra strada oggi, ma sarà molto diverso domani. Vedrete! Buell effettuerà il bivio unendosi con Grant entro stasera e vi ricacceremo indietro domattina"); gli uomini di Buell stavano attraversando il fiume per rafforzare Grant! 
Se il nemico si scaglierà su di noi al mattino, saremo frustati all'impazzata.
Nathan Bedford Forrest a Patrick Ronayne Cleburne.
In difesa della sua decisione si possono addurre i seguenti fatti: le truppe di Beauregard erano semplicemente stremate; mancava poco meno di un'ora all'alba e il vantaggio dell'artiglieria di Grant era formidabile. Inoltre aveva ricevuto un messaggio inesatto da parte di Benjamin Hardin Helm (marito di Emilie Todd, la sorella di Mary Todd Lincoln) presente nell'Alabama settentrionale il quale indicava che Buell stava marciando verso Decatur e non in direzione di "Pittsburg Landing".

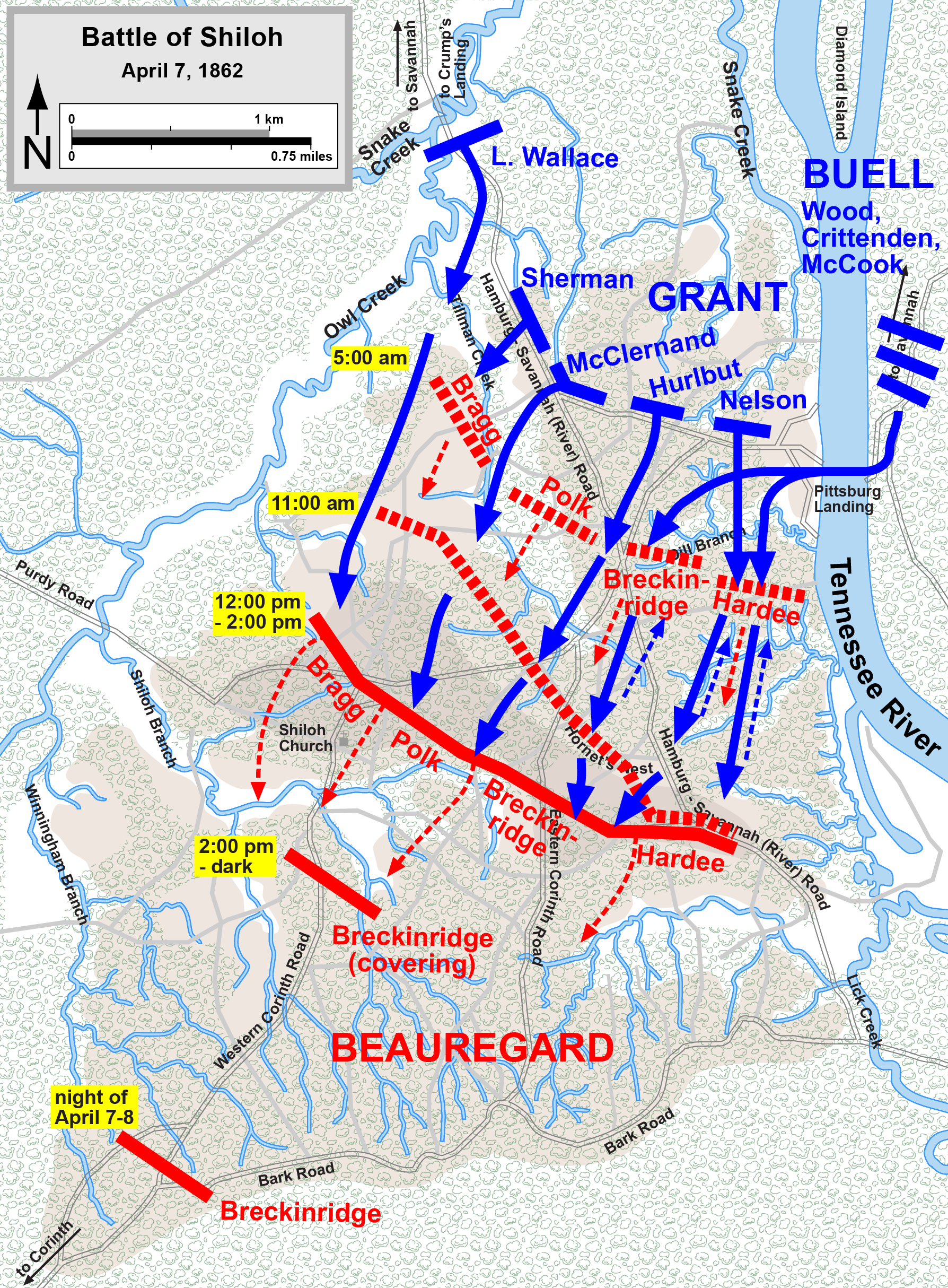
Il contrattacco del 7 aprile.

### Contrattacco unionista
Il lunedì mattina, 7 aprile, le forze combinate unioniste assommavano oramai a più di 45000 uomini; i comandanti confederati, che subirono fino a 8500 vittime nel corso della prima giornata - anche a causa dei numerosi dispersi e disertori - non poterono disporre di più di 20000 effettivi: Buell contestò questa cifra dopo la guerra affermando che ve n'erano almeno 28000.
I Sudisti si erano ritirati a Sud negli ex campi base di Prentiss e Sherman, mentre il corpo d'armata di Polk si era rinchiuso nel bivacco stabilito già il giorno 5 a 6,4 km a sud-ovest di "Pittsburg Landing"; non si formò alcun piano su un ordine di battaglia e pochi - se non nessuno - comandi vennero riforniti di munizioni. I soldati rimasero per lo più occupati dalle necessità di trovare cibo, acqua potabile e ripari per il riposo notturno tanto indispensabile.
Beauregard, ignaro di trovarsi oramai in una situazione di netta inferiorità numerica, progettò di continuare nell'attacco e sospingere Grant nel fiume. Con sua estrema sorpresa però le forze unioniste cominciarono ad avanzare già dalle prime luci dell'alba; prendeva così il via un massiccio contrattacco. Grant e Buell lanciarono i loro attacchi separatamente, con un coordinamento che si verificò solo a livello divisionale; la 1° a vedere l'azione alle 5:30 fu quella di Lew Wallace, all'estrema destra dell'Ala dell'Unione.

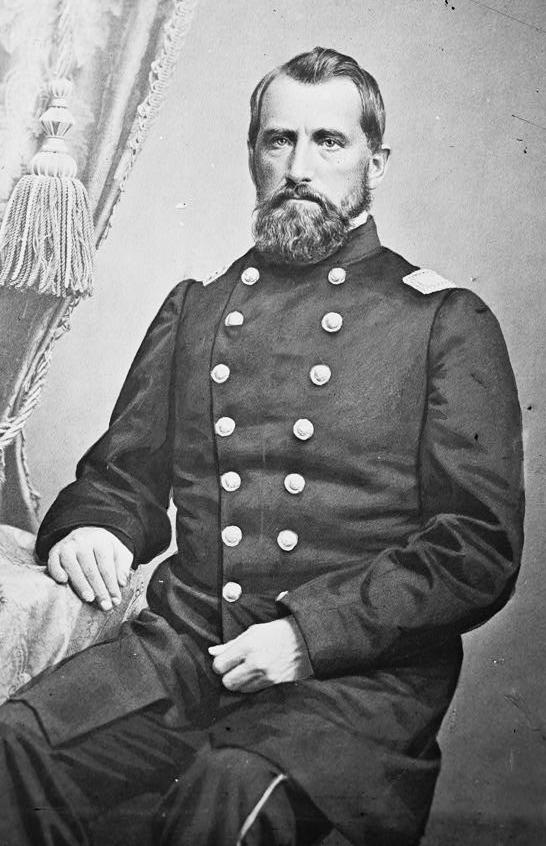
Foto del Colonnello James Madison Tuttle.

Wallace proseguì nell'avanzata attraversando interamente la prima linea avversaria attorno alle 7 ed incontrando una ben scarsa resistenza; modificando la direzione e spostandosi a Sud-ovest i suoi uomini respinsero la brigata di Preston Pond. Al fianco sinistro si trovavano i sopravvissuti della divisione di Sherman, poi quelli di McClernand e di W.H.L. Wallace (ora sotto il comando di James Madison Tuttle); l'Armata di Buell continuò a procedere a sinistra assieme alle divisioni di "Bull" Nelson, Crittenden e McCook.
I difensori confederati erano così malamente mescolati che la coesione unitaria esisteva solamente al di sopra del livello delle brigate; si richiesero più di due ore per localizzare Polk dal suo bivacco a Sud-ovest e portare così la sua divisione sulla prima linea. Verso le 10 del mattino Beauregard era finalmente riuscito a stabilizzare il fronte con i propri comandanti posizionati da sinistra a destra: rispettivamente Bragg, Polk, Breckinridge e Hardee.
L'attacco unionista lanciò un'offensiva di concerto lungo l'intero fronte il cui peso, che comprendeva 25000 truppe fresche, fu troppo forte perché i nemici potessero in un qualche modo resistere. All'interno di un boschetto nelle immediate vicinanze di "Hamburg-Purdy Road" i combattimenti risultarono talmente intensi che Sherman scrisse nel suo rapporto finale: "il più fitto fuoco di moschetto che io abbia mai sentito".

Un tratto della "Hamburg-Purdy Road".

La divisione di Nelson guidò l'avanzata, seguita da presso dagli uomini di Crittenden e McCook lungo le strade di Corinth e "Hamburg-Savannah Roads". Dopo pesanti combattimenti la divisione di Crittenden riconquistò l'area di "Hornet's Nest" entro la tarda mattinata, ma le sue forze assieme a quelle di Nelson furono respinte dai risoluti contrattacchi portati avanti da Breckinridge. Gli uomini di Wallace e Sherman sulla destra fecero costanti progressi, riuscendo a spingere Bragg e Polk sempre più indietro.
Mentre Crittenden e McCook riprendevano i loro attacchi, Breckinridge venne costretto a retrocedere; entro mezzogiorno la linea di fuoco confederata si trovava ad essere parallela alla "Hamburg-Purdy Road". Ancora nel primo pomeriggio Beauregard lanciò una serie di contrattacchi partendo dall'area della "Shiloh Church", con l'obiettivo di riprendere il controllo della via per Corinth; grazie a questi assalti la destra unionista fu temporaneamente respinta fino a "Water Oaks Pond".
Crittenden, rafforzato da Tuttle, conquistò l'incrocio delle vie di comunicazione di "Hamburg-Purdy" e "East Corinth Roads", ricacciando i confederati nei vecchi campi di Prentiss; nel contempo anche Nelson riprese l'attacco riuscendo ad occupare nel tardo pomeriggio le alture che si affacciavano su "Locust Grove Branch". L'ultimo attacco Sudista risultò prima affiancato e subito dopo respinto quando Grant fece muovere la brigata di James Clifford Veatch.

### Ritirata confederata
Comprendendo che aveva definitivamente perduto l'iniziativa e che sarebbe rimasto assai presto a corto di munizioni e di vettovaglie, con più di 10000 dei suoi uomini caduti, feriti o sbandati, Beauregard capì che non avrebbe potuto fare molto di più né spingersi oltre. Arretrò quindi dietro la "Shiloh Church", lasciando sul campo 5000 uomini sotto il comando di Breckenridge come forza di copertura e ammassò le batterie d'artiglieria nella capanna di tronchi e sul crinale a Sud della diramazione appena al di fuori di Shiloh. Nei campi in mezzo al nulla.
Le forze confederate mantennero le truppe rimanenti in posizione sulla "Corinth Road" fino alle ore 17:00, poi iniziarono un ritiro ordinato in direzione Sud-ovest alla volta di Corinth; gli esausti soldati dell'Unione non le inseguirono molto più lontano dagli originali accampamenti di Sherman e Prentiss. La divisione di Lew Wallace attraversò la boscaglia di Shiloh e avanzò per circa 3,2 km, ma non ricevette supporto da altre unità e fu infine richiamata indietro. Tornarono ai campi di Sherman che era già buio. La battaglia era finita.
Per molto tempo in seguito Grant e Buell litigarono per la decisione assunta dal primo di non procedere ad un immediato inseguimento forzato, pur disponendo di un'altra ora buona di luce rimanente; Grant citò l'esaurimento delle sue truppe, sebbene i confederati fossero certamente altrettanto esausti. Parte della riluttanza ad agire in tal senso avrebbe potuto essere l'insolito rapporto di comando che aveva con Buell. Sebbene Grant fosse l'ufficiale superiore e pertanto tecnicamente al comando di entrambi gli eserciti, Buell rese ben chiaro durante i due giorni di scontri che agiva in modo indipendente.

## Scontro con Forrest
L'8 aprile Grant inviò Sherman in direzione Sud lungo la strada per Corinth col compito di effettuare una ricognizione onde accertarsi e confermare l'effettiva ritirata confederata, o se invece si stessero riorganizzando con l'intento di riprendere i loro attacchi. L'Armata del Tennessee mancava allora ancora delle grandi unità di cavalleria organizzate le quali sarebbero risultate essere molto più adatte alla perlustrazione e ricerca di un avversario in ritirata. Sherman marciò all'inseguimento con due brigate di fanti della propria divisione insieme a due battaglioni a cavallo, incontrandosi presto con gli uomini di Thomas John Wood dell'Armata dell'Ohio

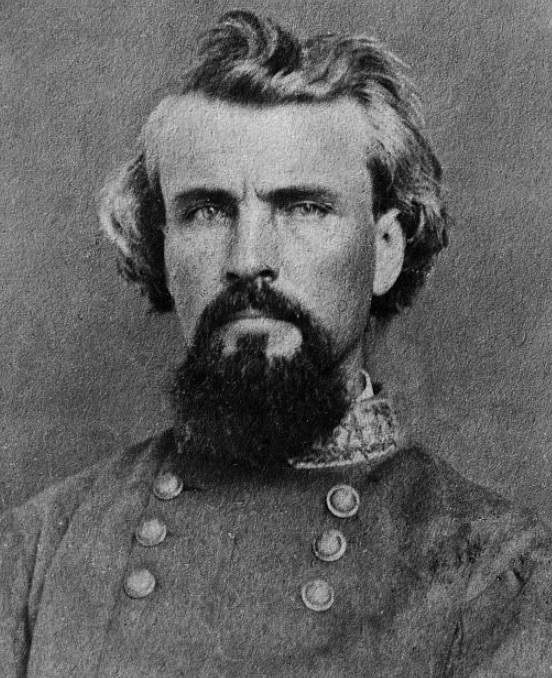
Foto del Colonnello Nathan Bedford Forrest.

A 10 km a sud-ovest di Pittsburg Landing s'imbatterono infine in uno spiazzo libero in cui era stato eretto un vasto campo confederato, tra cui un reparto ospedaliero; esso veniva protetto da 300 soldati della cavalleria condotti dal colonnello Nathan Bedford Forrest. La strada che si avvicinava era ricoperta da alberi abbattuti per più di 180 m.
Mentre i perlustratori della 77th Ohio Volunteer Infantry si approssimavano con difficoltà a causa del legname sparpagliato sul terreno Forrest ordinò una carica; l'inaspettata resistenza colse parzialmente impreparati gli unionisti; ma la mischia che se seguì, con le truppe Sudiste che sparavano con fucili a pompa, revolver e brandendo la sciabola, quasi sfociò con la cattura di Forrest in quanto si era venuto a trovare molto avanti rispetto ai suoi uomini e giungendo fino a pochi metri di distanza dalle truppe nemiche prima di potersi rendere ben conto che era rimasto isolato. Gli uomini di Sherman cominciarono allora a gridare: "uccidilo, uccidi lui e il suo cavallo!"
Un moschetto gli venne spinto nel fianco e fece fuoco, colpendolo sopra l'anca e penetrando vicino alla colonna vertebrale. Nonostante fosse stato gravemente ferito riuscì a rimanere in sella del suo destriero e a fuggire; sopravvisse sia alla ferita che al resto della guerra. L'Unione perdette all'incirca 100 uomini, la maggior parte dei quali catturati proprio nel corso della carica attuata da Forrest. L'incidente sarà ricordato con la denominazione di "Fallen Timbers".
Una storia popolare dice che Forrest afferrò un soldato dell'Unione per il colletto e lo sollevò sul cavallo utilizzandolo come scudo umano. Dopo aver catturato l'ospedale da campo confederato Sherman s'imbatté nella retroguardia della forza di copertura di Breckinridge, ma decise che il nemico non stesse dando alcun segnale di voler rinnovare il proprio attacco e pertanto tornò indietro.

## Conseguenze
Nelle sue Memorie Grant ha dichiarato che
(Ulysses S. Grant)

### Reazioni ed effetti
Nell'immediato dopoguerra i quotidiani del Nord denigrarono Grant per la prestazione dimostrata durante la battaglia del 6 aprile, soprattutto per essere stato sorpreso ed impreparato; i giornalisti, rimasti sempre molti lontani dal campo, diffusero la diceria che egli fosse affetto da ubriachezza, affermando falsamente che questo aveva portato molti dei suoi uomini ad essere uccisi a colpi di baionetta quando si trovavano ancora nelle loro tende a causa di una mancanza di preparazione difensiva. Nonostante la vittoria dell'Unione la reputazione di Grant ne soffrì tra l'opinione pubblica settentrionale.
Molti credettero alle dichiarazioni rilasciate da Don Carlos Buell che volevano avesse lui stesso preso il controllo delle forze in rotta per poi portarle alla vittoria il 7 aprile; la sua richiesta di rimuovere Grant dal comando travolse inaspettatamente la presidenza di Abraham Lincoln. Il presidente Abraham Lincoln in persona rispose con una delle sue più famose citazioni su Grant: "non posso fare a meno di quest'uomo, egli almeno sa combattere!".
Sebbene tutti i comandanti dell'armata unionista combatterono bene, Sherman emerse immediatamente come un eroe di guerra subito dopo che Grant e Henry Halleck lo elogiarono in special modo per la fermezza dimostrata sotto il fuoco nemico e nel caos susseguente, espiando così il suo stato iniziale di sconforto e le gravi carenze in ambito difensivo che precedettero lo scontro.
Gli ufficiali dell'esercito che si trovavano assieme a Grant fornirono in seguito un resoconto nettamente diverso delle sue capacità e prestazioni, rispetto a quelli dei giornalisti più fantasiosi; uno di questi, il colonnello William Ruben Rowley, rispondendo ad una lettera d'inchiesta sulle accuse rivolte a Grant, sostenne:
(W.R. Rowley.)
In retrospettiva, tuttavia, Grant è riconosciuto positivamente per il chiaro giudizio che è stato in grado di mantenere nelle circostanze difficili e per la sua capacità di percepire il più ampio quadro tattico che alla fine ha condotto alla vittoria finale nel corso del secondo giorno; per il resto della sua vita insistette sul fatto che ha sempre avuto la battaglia sotto controllo e ha respinto le dichiarazioni della critica sul fatto che solamente la sopravvenuta morte di Albert Sidney Johnston e il sopraggiungere dell'Armata di Buell abbiano in realtà impedito la sua sconfitta. Nelle sue Memorie del 1885 scrisse:
... e il fatto che quando fu ucciso Johnston guidava una brigata per indurla compiere una carica che era stata ripetutamente ordinata e disattesa, ciò è la prova che non vi era né la demoralizzazione universale dalla nostra parte né la fiducia illimitata dalla loro com'è stato più volte rivendicato. Non c'era, infatti, un'ora durante il giorno in cui dubitassi dell'eventuale sconfitta del nemico, sebbene fossi deluso dal fatto che i rinforzi seppur così vicini non giungessero in un tempo accettabile.»

### Eventi successivi
Tuttavia la carriera di Grant ne risentì temporaneamente dopo Shiloh; Halleck combinò e riorganizzò i suoi eserciti, relegando Grant alla posizione impotente di secondo in comando.
Nel frattempo Beauregard rimase alla guida dell'Armata del Mississippi riportandola a Corinth. Nell'ultima parte del mese di aprile e all'inizio di maggio gli eserciti dell'Unione, sotto il comando personale di Halleck, avanzarono lentamente mettendo in atto l'assedio di Corinth, mentre una forza anfibia sul fiume Mississippi distrusse la "River Defense Fleet" confederata e vinse la battaglia di Memphis.
Halleck fu promosso a comandante generale dell'esercito statunitense; con la sua partenza di Halleck verso il Teatro Orientale Grant fu velocemente rimesso al suo posto e spinse l'armata del Tennessee sempre più verso Sud per appoggiare la campagna di Vicksburg ed infine comandare vittoriosamente l'assedio di Vicksburg. Dopo la resa della città cardine del Mississippi e il successo ottenuto nell'assedio di Port Hudson nell'estate del 1863 l'intero corso fiume cadde sotto il controllo dell'Unione mentre gli Stati Confederati d'America risultarono tagliati in due.
Jefferson Davis rimase indignato contro Beauregard per essersi ritirato da Corinth senza combattere, anche se si trovava di fronte ad un esercito forte quasi il doppio delle sue dimensioni e con le scorte d'acqua del centro urbano contaminate; poco dopo la caduta di Corinth Beauregard prese un congedo per motivi di salute senza ricevere l'autorizzazione preventiva dal presidente secessionista.
Questa fu l'ultima goccia per Davis, che lo riassegnò rapidamente per sovrintendere alle difese costiere della Carolina del Sud. Il comando dell'armata del Mississippi andò quindi a Braxton Bragg, che era stato promosso ufficialmente generale il 6 aprile; nella seconda metà del 1862 lo condusse in un'invasione fallita del Kentucky, culminata nel suo ritiro dalla battaglia di Perryville.
Il generale dell'Unione Lew Wallace fu pesantemente criticato per non aver messo a disposizione la sua divisione nella battaglia fino alle 18:30, quando oramai il primo giorno dei combattimenti era giunto alla fine; fu rimosso dall'Esercito del Tennessee e non avrebbe mai più ottenuto un comando in prima linea o preso parte a una grande operazione offensiva, anche se i suoi incarichi a terra lo avrebbero comunque fatto partecipare ad importanti battaglie. Poco dopo Shiloh fu inviato al Dipartimento della Guerra in Ohio ove guidò con successo la Difesa di Cincinnati.
Nel 1864 alla battaglia di Monocacy (parte della campagna della Valle dello Shenandoah, Wallace comandò una forza da 5800 uomini incaricata di opporsi all'invasione del Maryland da parte dei 14000 uomini di Jubal Anderson Early. Di fronte ad un esercito nemico dalle dimensioni più che doppie rispetto alle sue Wallace venne infine costretto a ritirarsi a Baltimora, ma i suoi uomini riuscirono a ritardare l'avanzata di Early per un giorno intero, permettendo infine ai rinforzi dell'Unione di raggrupparsi in massa a Washington assicurando la capitale da qualsiasi ulteriore incursione.
Nonostante questo successo, ed in seguito la fama conseguita per aver scritto il libro Ben-Hur, le critiche alla sua condotta a Shiloh lo perseguitarono per il resto della vita e lui avrebbe speso molto del proprio tempo cercando di difendere le sue azioni in quell'occasione.

### Vittime
La battaglia di due giorni di Shiloh, la più costosa in termini di vite umane dell'intera storia degli Stati Uniti d'America fino a quel momento, si concluse con la disfatta della forza armata confederata e con la vanificazione dei piani di Johnston atti a prevenire il congiungimento dei due eserciti unionisti (Armata del Tennessee e Armata dell'Ohio) nel Tennessee. 

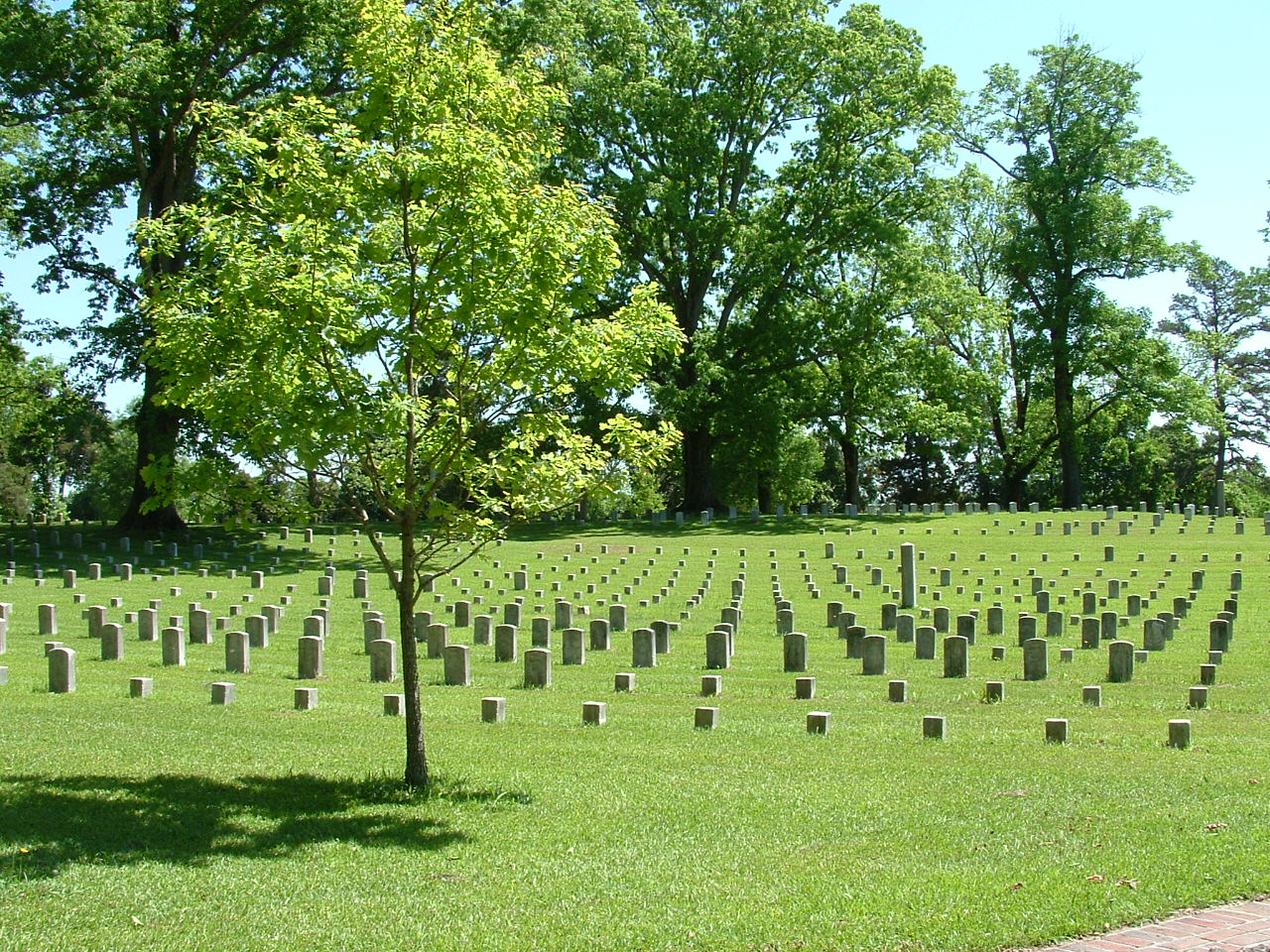
Il cimitero nazionale di Shiloh.

Un totale di 23746 uomini fu ucciso, ferito, catturato o disperso, ossia più della somma delle perdite dell'intera guerra d'indipendenza americana, della guerra anglo-americana e della guerra messico-statunitense. Le vittime dell'Unione sono state 13047 (1754 uccisi, 8408 feriti e 2885 dispersi); l'armata di Grant sopportò il maggior peso dei combattimenti, con perdite ammontanti a 1513 uccisi, 6601 feriti e 2830 dispersi o catturati. Le perdite confederate furono 10699 (1728 morti, 8012 feriti e 959 dispersi o catturati); i morti includevano il comandante dell'esercito confederato, A. S. Johnston e il generale di brigata Adley Hogan Gladden.

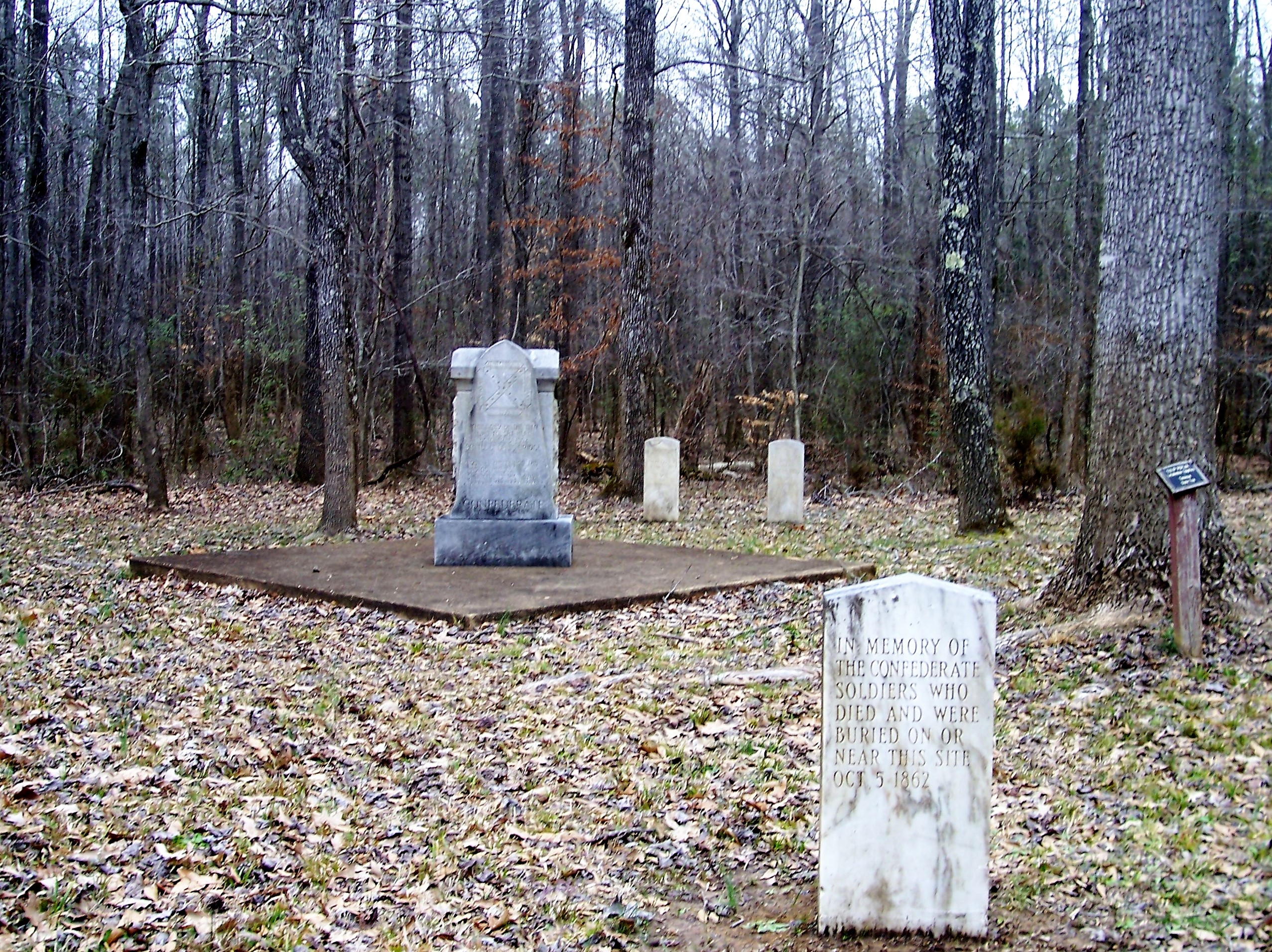
Monumento in memoria dei caduti confederati.

Il generale più alto in grado caduto nelle file dell'Unione fu W.H.L. Wallace; il colonnello Everett Peabody, la cui decisione di inviare una pattuglia la mattina della battaglia potrebbe aver salvato l'Unione dal disastro, fu anch'egli tra i caduti. Entrambe le parti sono rimaste scioccate dalla carneficina finale, provocando oltre quattro volte più vittime della Prima battaglia di Bull Run che aveva terrorizzato l'intera nazione appena 10 mesi prima.
(Ulysses S. Grant)
Ancora tre anni di spargimenti di sangue e otto grandi battaglie tra le più sanguinose dovevano ancora venire. Gli scontri maggiormente cruenti del conflitto furono per l'appunto Shiloh, la battaglia di Gettysburg, la battaglia di Chickamauga, la Battaglia di Chancellorsville, la Battaglia di Spotsylvania Court House, la Battaglia di Antietam, la Battaglia del Wilderness, la Seconda battaglia di Bull Run ed infine la battaglia di Stones River.
Grant in seguito si rese conto che la sua previsione di una grande battaglia decisiva che avrebbe portato alla conclusione della guerra probabilmente non si sarebbe verificata; il conflitto sarebbe invece continuato, a caro prezzo in termini sia di perdite che di risorse, finché la Confederazione non soccombesse o l'Unione si dividesse. Grant ha anche appreso una preziosa lezione personale sulla preparazione che (soprattutto) gli è servita proficuamente per il resto della guerra.
La perdita di Albert Johnston fu un colpo particolarmente grave per la Confederazione. Il presidente Jefferson Davis lo aveva definito "il punto di svolta del nostro destino". Per il tempo rimanente gli eserciti confederati nel Teatro Occidentale della guerra di secessione americana passarono attraverso una lunga serie di comandanti, proprio come l'Unione nel Teatro Orientale della guerra di secessione americana, fino a quando Davis non trovò un leader del calibro di Robert Edward Lee.
La parola Shiloh è un termine della lingua ebraica che significa "luogo di pace".

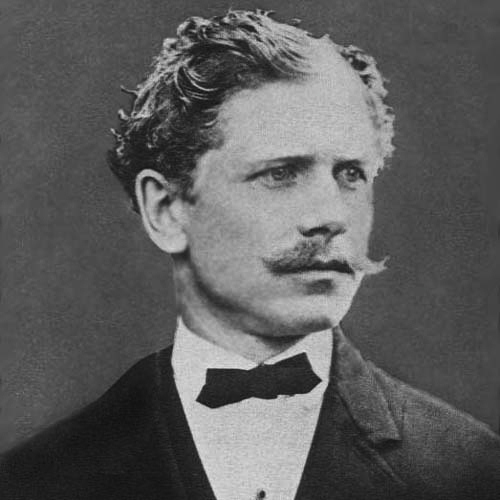
Il veterano di Shiloh Ambrose Bierce in una foto del 1866.

## Veterani celebri
Oltre a quelli già menzionati, molti altri personaggi famosi hanno partecipato alla battaglia di Shiloh:
- Samuel Rush Watkins - lo scrittore e umorista che ha combattuto in molte importanti battaglie della Guerra Civile tra i secessionisti ha vissuto il suo 1º autentico "battesimo del fuoco" proprio a Shiloh;
- Henry Morton Stanley - l'esploratore del continente africano combatté per gli Stati Confederati d'America a Shiloh e fu fatto prigioniero nel corso del secondo giorno di scontri;
- Ambrose Bierce - l'autore di letteratura dell'orrore ha combattuto a Shiloh come ufficiale dell'Unione. Pubblicò un memoriale della battaglia intitolato "What I Saw of Shiloh" nel 1881 e fece un giro di ritorno sul campo di battaglia proprio poco tempo prima della sua prematura scomparsa avvenuta nel 1913;
- John Wesley Powell - il geologo ed esploratore ha partecipato come ufficiale dell'Union Army. Nonostante abbia subito una grave ferita che ha provocato l'amputazione del suo braccio destro, in seguito avrebbe intrapreso molte famose spedizioni e sarebbe divenuto il primo bianco americano ad esplorare il Grand Canyon.
- James A. Garfield - il futuro presidente degli Stati Uniti d'America prese parte alla battaglia solamente il secondo giorno, guidando una brigata al seguito dell'Armata dell'Ohio di Don Buell.

## Conservazione del campo di battaglia
L'importanza di Shiloh in qualità di battaglia della Guerra Civile, unita alla mancanza di uno sviluppo agricolo o industriale diffuso nell'area dopo il conflitto, portò alla sua istituzione come uno dei primi 5 campi di battaglia restaurati dal governo federale nel 1890. Il coinvolgimento nazionale all'inizio si rivelò però insufficiente per preservare il terreno su cui si svolse lo scontro; erano stati preservati poco più di 2000 acri nel 1897, ma se ne aggiunsero altri 1700 entro il 1954. L'espansione del terreno conservato rallentò in seguito; dal 1954 in poi vennero aggregati solamente 300 ettari supplementari di terra. Organizzazioni private di conservazione dovettero intervenire per riempire il vuoto. L'organizzazione benefica Civil War Trust diventò l'agente principale di questi sforzi, giungendo a salvare ben 1158 ettari sin dal tempo della sua fondazione.
La terra preservata dal Trust includeva tratti sui quali passavano le divisioni confederate mentre combattevano gli uomini di Grant nel primo giorno di battaglia e su quelli del loro ritiro durante la controffensiva dell'Unione il secondo giorno. Una campagna del 2012 si è concentrata in particolare su una parte di terra che faceva parte del fianco destro confederato della prima giornata e su diversi tratti che facevano parte della battaglia di Fallen Timbers.
Lo "Shiloh National Military Park" è gestito dal National Park Service.

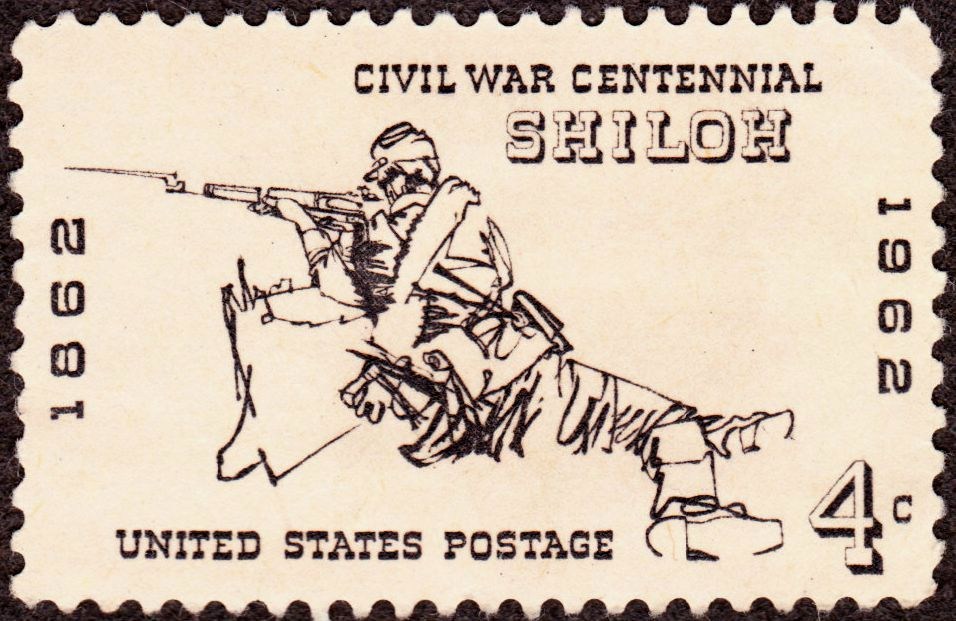
L'emissione che commemora la battaglia.

## Commemorazioni
Lo United States Postal Service ha emesso un francobollo commemorativo nel 100º anniversario della battaglia, uscito per la prima volta dall'ufficio postale locale il 7 aprile 1962, durante la presidenza di John Fitzgerald Kennedy. Era il secondo di una serie di cinque francobolli che ricordavano rispettivamente la battaglia di Fort Sumter, Shiloh la battaglia di Gettysburg, la battaglia del Wilderness e la battaglia di Appomattox.

## Nella cultura di massa
Come già detto lo scrittore Ambrose Bierce era a Shiloh come primo luogotenente dello staff del generale William B. Hazen e apparteneva al genio militare che fungeva da esperto di topografia; ha ricordato le sue esperienze nel racconto "What I Saw of Shiloh", scritto nel 1874 e rivisto due volte nei successivi 35 anni. Descrive il "Pittsburg Landing" come segue: "qui nel 1862 c'erano alcuni campi e una casa o due, ora ci sono un cimitero nazionale e vari altri miglioramenti". Alcuni critici letterari pensano che questo sia il miglior lavoro dell'autore.
La canzone "Shiloh's Hill" fu scritta poco dopo lo scontro e divenne presto una melodia popolare della guerra civile.
La battaglia è stata raffigurata nel film del 1962 La conquista del West diretto da John Ford.
Shel Silverstein ha scritto "In the Hills of Shiloh", una canzone struggente sulla sposa vedova in attesa del ritorno di un uomo ucciso nel corso della battaglia; la canzone è stata registrata da The New Christy Minstrels, Judy Collins e altri.
Il racconto di Bobbie Ann Mason "Shiloh", apparso su The New Yorker il 20 ottobre 1980; descrive una visita al sito da parte di una coppia moderna il cui matrimonio sta per franare. Il contesto fornisce gli eventi banali rappresentati nella storia su uno strato di base di ampio significato.
Nel romanzo di Frederick Forsyth del 1999 intitolato Il fantasma di Manhattan una delle trame principali è quella del Fantasma dell'Opera (personaggio) che compone un dramma ambientato durante la battaglia denominato "L'angelo di Shiloh".
Nel 2011 la band Celtic punk americana Dropkick Murphys ha incluso nel loro album Going Out in Style una canzone - Broken Hymns - che lamenta le pesanti perdite subite dalle unità di irlandesi presenti a Shiloh.

### Videogiochi
La battaglia di Shiloh è stata raffigurata nel wargame Bloody April: The Battle of Shiloh, 1862, prodotto nel 1979 da "Simulation Publications Inc." (SPI).
Nel maggio del 2016 Bloody April, un gioco per computer basato sul titolo SPI è stato rilasciato da "HexWar Games, Ltd." (Scozia), per piattaforme iPhone/iPad/Mac; per giocatore singolo (con un avversario robotico) presenta diversi scenari che coprono le due giornate della battaglia.
Nel videogioco Red Dead Redemption 2 si potrà incontrare un veterano della guerra di secessione. Egli racconterà al giocatore di aver combattuto e aver perso una gamba in battaglia sotto gli ordini del Generale Buell, e di aver chiamato il suo cavallo con il cognome del suo ex generale, inoltre citerà la celebre osservazione di Grant al termine della battaglia. Questo è un chiaro riferimento alla Battaglia di Shiloh.
La battaglia è anche rappresentata in Ultimate General: Civil War (messo in vendita nel novembre del 2016 da "Game Labs"); un gioco per computer che presenta varie battaglie della guerra civile in una maniera sia realistica che tattica.

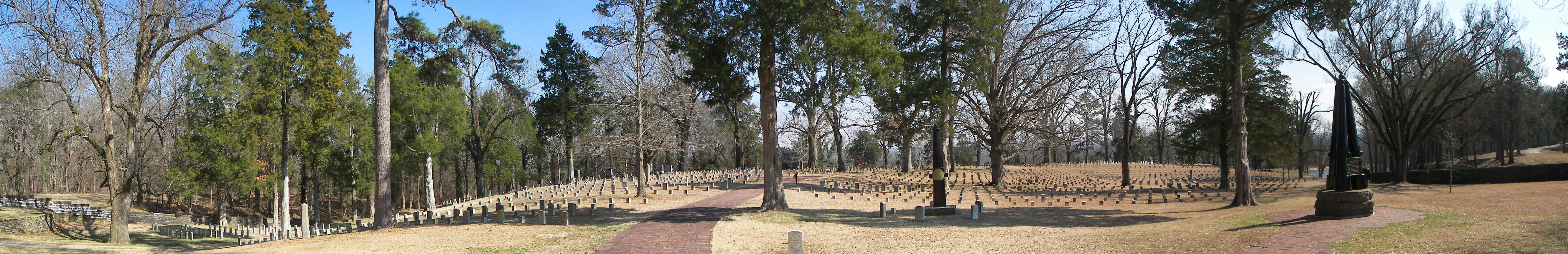
Veduta panoramica del sito con le lapidi dei caduti.

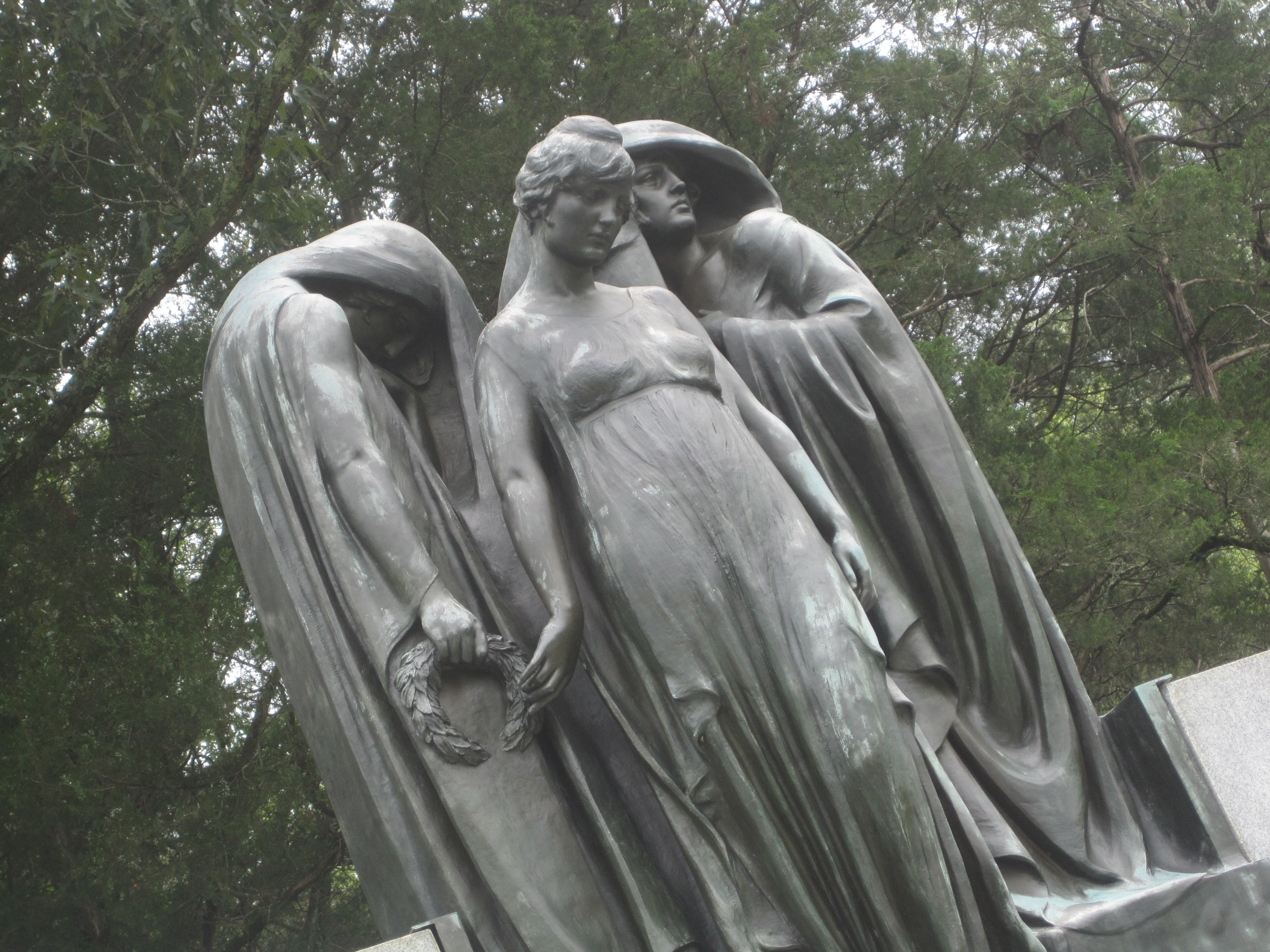
Particolare del Memoriale confederato a Shiloh. National Register of Historic Places.

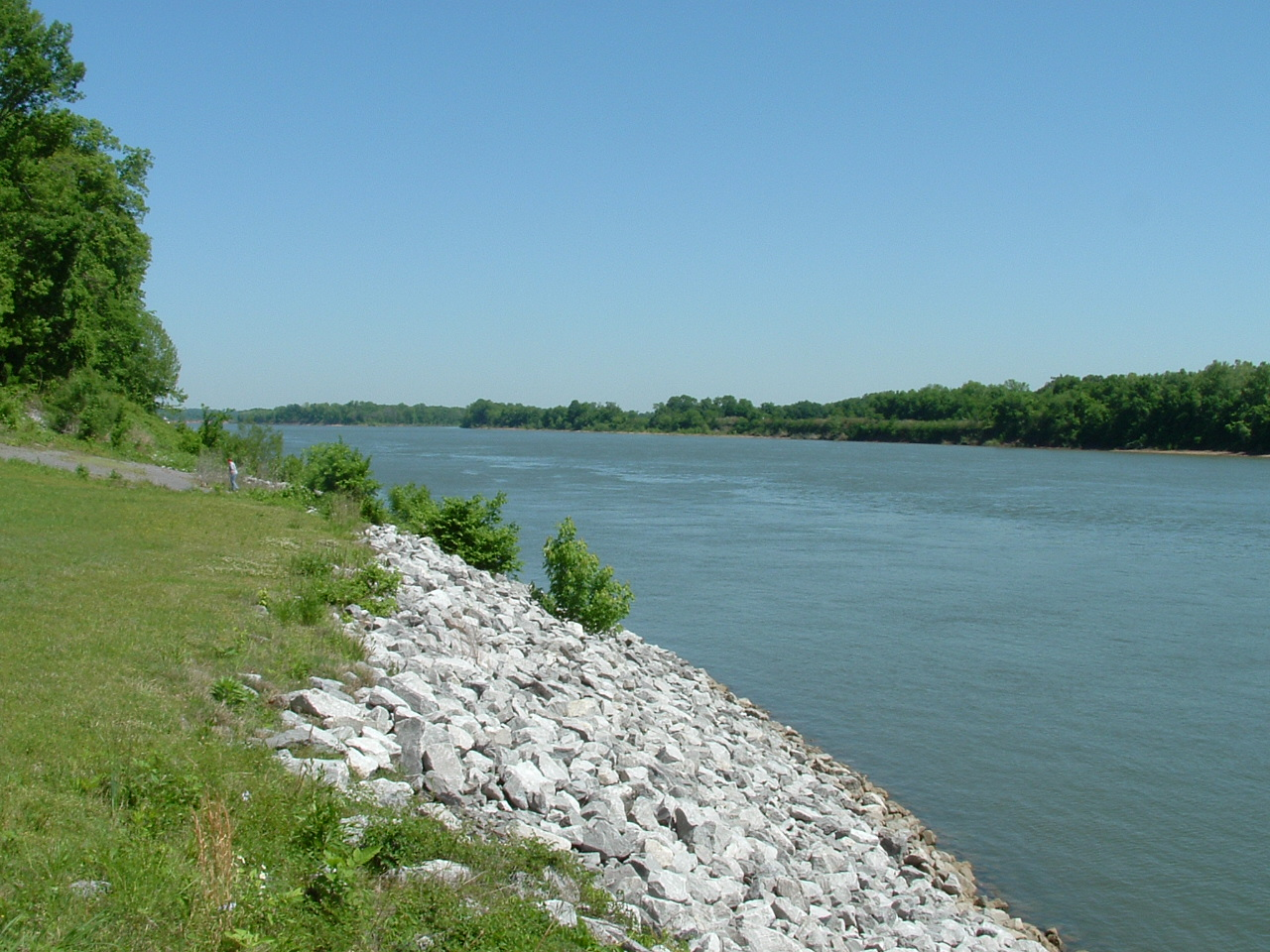
Le rive di "Pittsburg Landing".

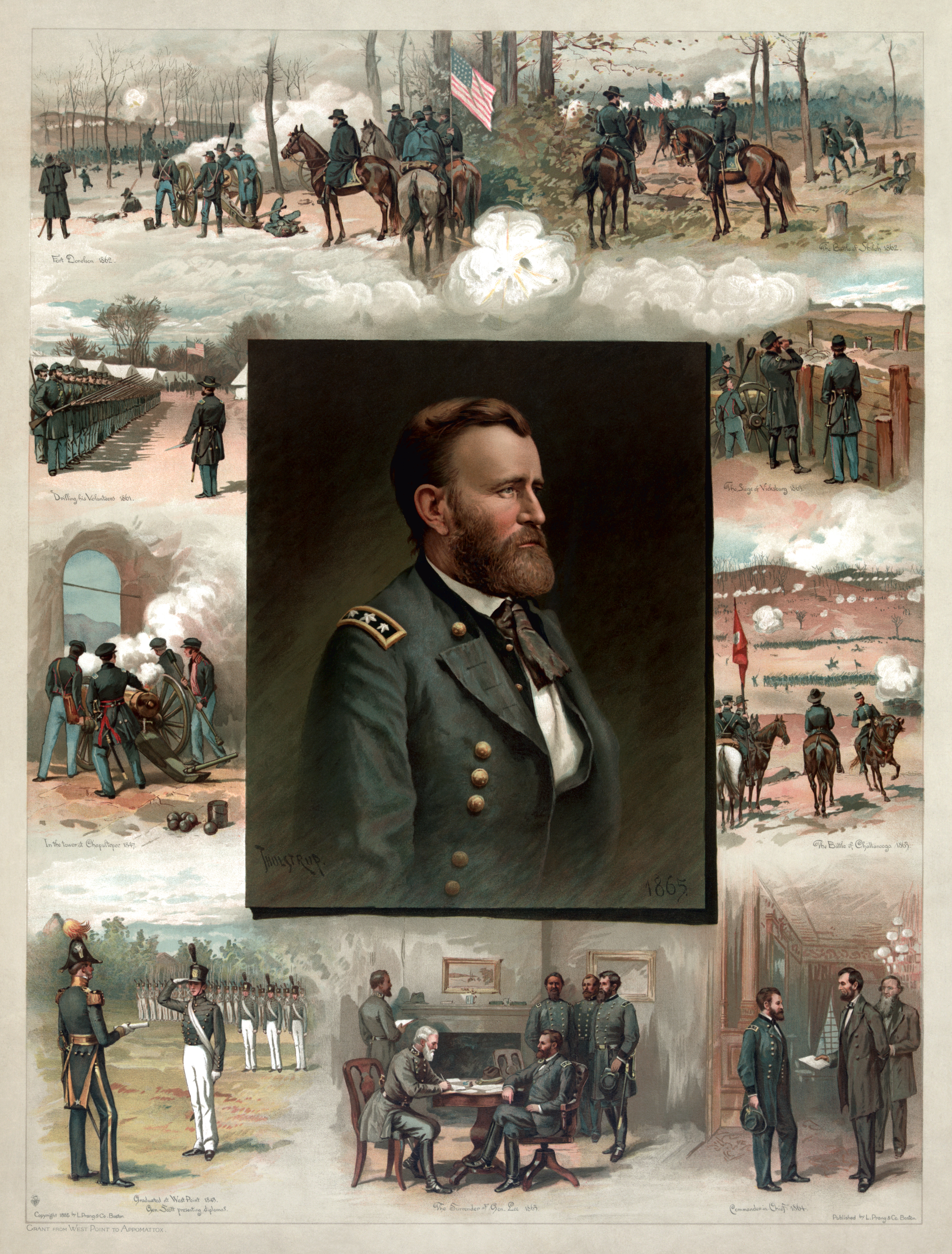
Ulysses S. Grant dalla United States Military Academy ad Appomattox Court House, di Thure de Thulstrup.

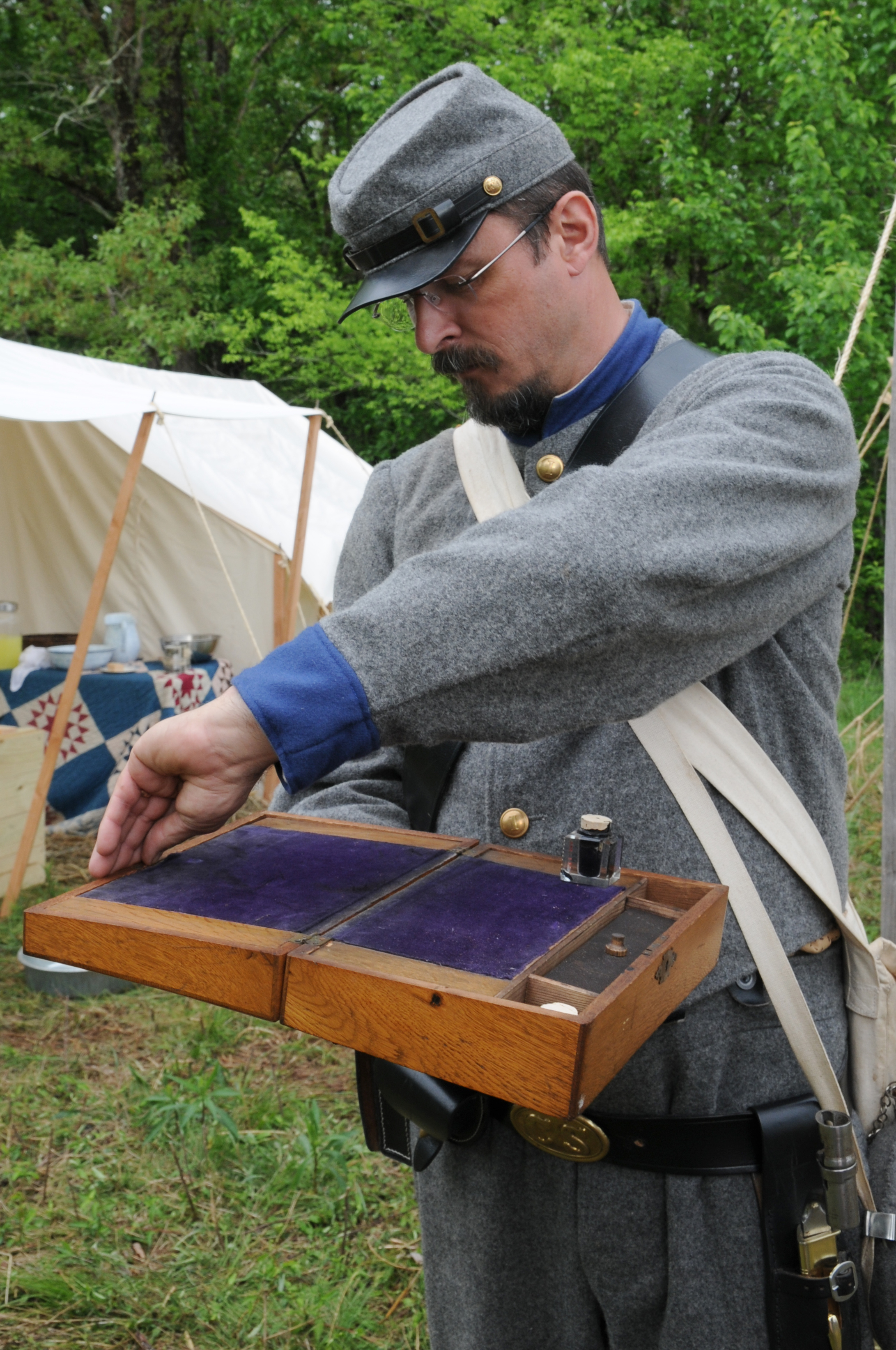
Ricostruzione contemporanea dello scontro.

### Altre letture
- Arnold, James R., Carl Smith, and Alan Perry. Shiloh 1862: The Death of Innocence. London: Osprey Publishing, 1998. ISBN 1-85532-606-X.
- William C. Davis (a cura di), Chapter 2: This Day Will Long Be Remembered: Shiloh, in Diary of a Confederate Soldier: John S. Jackman of the Orphan Brigade, American Military History, Columbia, South Carolina, University of South Carolina Press, 1990,  pp.  28.–42, ISBN 0-87249-695-3, LCCN 90012431, OCLC 906557161.
- Frank, Joseph Allan, and George A. Reaves. Seeing the Elephant: Raw Recruits at the Battle of Shiloh. Urbana: University of Illinois Press, 2003. ISBN 0-252-07126-3. First published 1989 by Greenwood Press.
- Grant, Ulysses S.  Personal Memoirs of U. S. Grant.. 2 vols. Charles L. Webster & Company, 1885–86. ISBN 0-914427-67-9.
- Groom, Winston. Shiloh, 1862. Washington, D.C.: National Geographic Society, 2012. ISBN 978-1-4262-0874-4.
- Groom, Winston.  "Why Shiloh Matters.". New York Times Opinionator weblog, 6 aprile 2012.
- Gudmens, Jeffrey J.  Staff Ride Handbook for the Battle of Shiloh, 6–7 April 1862 (PDF).. Fort Leavenworth, KS: Combat Studies Institute Press, 2005. OCLC 58801939.
- Samuel Meek Howard, The illustrated comprehensive history of the great battle of Shiloh, Gettysburg, S.D. : Howard, 1921.
- McDonough, James Lee.  Shiloh: In Hell before Night.. Knoxville: University of Tennessee Press, 1977. ISBN 0-87049-232-2.
- Martin, David G. The Shiloh Campaign: March–April 1862. New York: Da Capo Press, 2003. ISBN 0-306-81259-2.
- Reasoner, James. Shiloh: A Novel, Nashville, TN: Cumberland House, 1999. ISBN 1-58182-248-0; fiction
- Reed, David W.  The Battle of Shiloh and the Organizations Engaged.. 2nd ed. Washington, D.C.: U.S. Government Printing Office, 1909.
- Smith, Timothy B. Rethinking Shiloh: Myth and Memory. Knoxville: University of Tennessee Press, 2013. ISBN 978-1-57233-941-5.
- —— The Untold Story of Shiloh: The Battle and the Battlefield. Knoxville: University of Tennessee Press, 2006. ISBN 978-1-57233-466-3.
- Woodworth, Steven E.., ed. The Shiloh Campaign. Carbondale: Southern Illinois University Press, 2009. ISBN 978-0-8093-2892-5.
- Tidball, John C. The Artillery Service in the War of the Rebellion, 1861–1865. Westholme Publishing, 2011. ISBN 978-1594161490.
- U.S. War Department,  The War of the Rebellion.: a Compilation of the Official Records of the Union and Confederate Armies. Washington, DC: U.S. Government Printing Office, 1880–1901.